# Sălbăgelu Nou

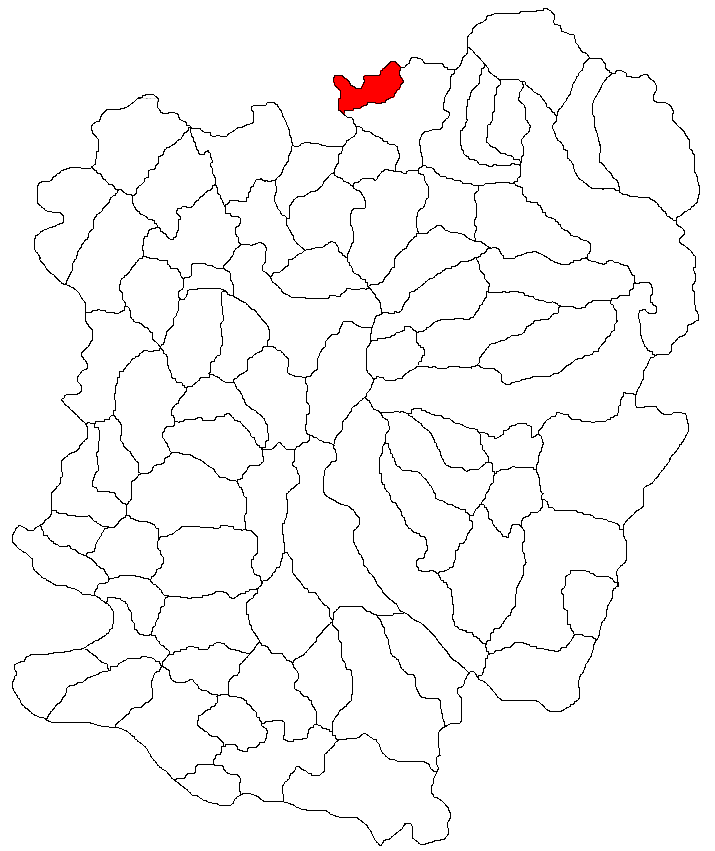
Lage von Sălbăgelu Nou im Kreis Caraș-Severin

Sălbăgelu Nou (deutsch Eichenthal, ungarisch Gyulatelep) ist ein kleines Dorf im Kreis Caraș-Severin, Banat, Rumänien. Sălbăgelu Nou gehört zur Gemeinde Sacu.

## Geografische Lage
Eichenthal liegt im Kreis Caraș-Severin auf einer flachen Hochebene am östlichsten Rand der Banater Ebene, genau auf der Grenzlinie zum Kreis Timiș, wenige Kilometer westlich von Ebendorf (Kreis Timiș), und 5 Kilometer von der Gemeinde Sacu mit der Bahnhaltestelle für Eichenthal (Kreis Caraș-Severin).
Eichenthal liegt etwa 18 Kilometer von der Kreisstadt Lugoj im Nordwesten und knapp 24 Kilometer von der Bezirksstadt Caransebeș im Südosten entfernt.
Bis zur Kreishauptstadt Reșița im Südwesten sind es knapp 60 Kilometer. Südlich von Eichenthal erstreckt sich das Semenic-Gebirge (rumänisch Munții Semenicului) mit dem 1.445 Meter hohen Gipfel Piatra Goznei.

## Nachbarorte
| Lugoj  | Găvojdia                                    | Nădrag     |
| Știuca | Kompassrose, die auf Nachbargemeinden zeigt | Sacu       |
| Reșița | Zorile                                      | Caransebeș |

Eichenthal war schon immer von rumänischen Ortschaften umgeben.
Die einzige deutsche Gemeinde Ebendorf (rumänisch Ştiuca, ungarisch Csukas), zu deren Pfarrei und Kirchengemeinde Eichenthal gehörte, liegt etwa zehn Kilometer westlich von Eichenthal.
Ein wichtiger Nachbarort war auch die Gemeinde Sacu (deutsch Sakul), zu der Eichenthal verwaltungsmäßig gehört. In dem fünf Kilometer entfernten rumänischen Dorf befindet sich die Bahnhaltestelle Richtung Caransebeș und Lugoj.

## Ortsname

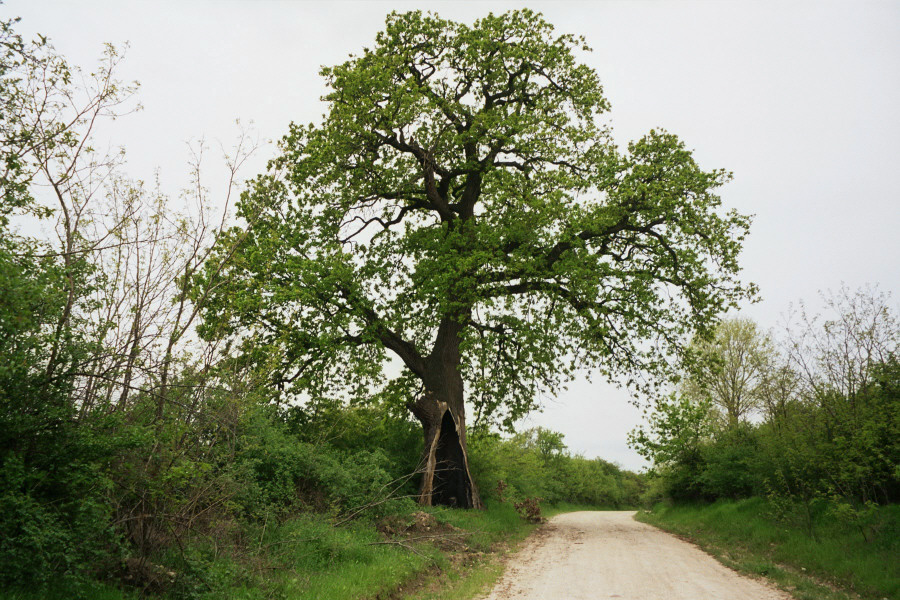
Die Eiche gab Eichenthal in 1894 seinen Namen
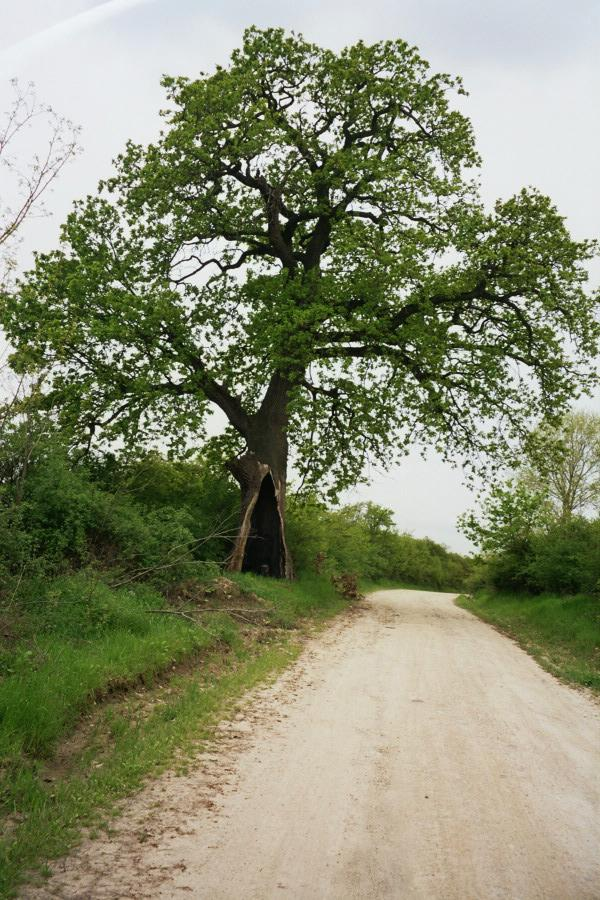
Die Eiche, das Wahrzeichen von Eichenthal
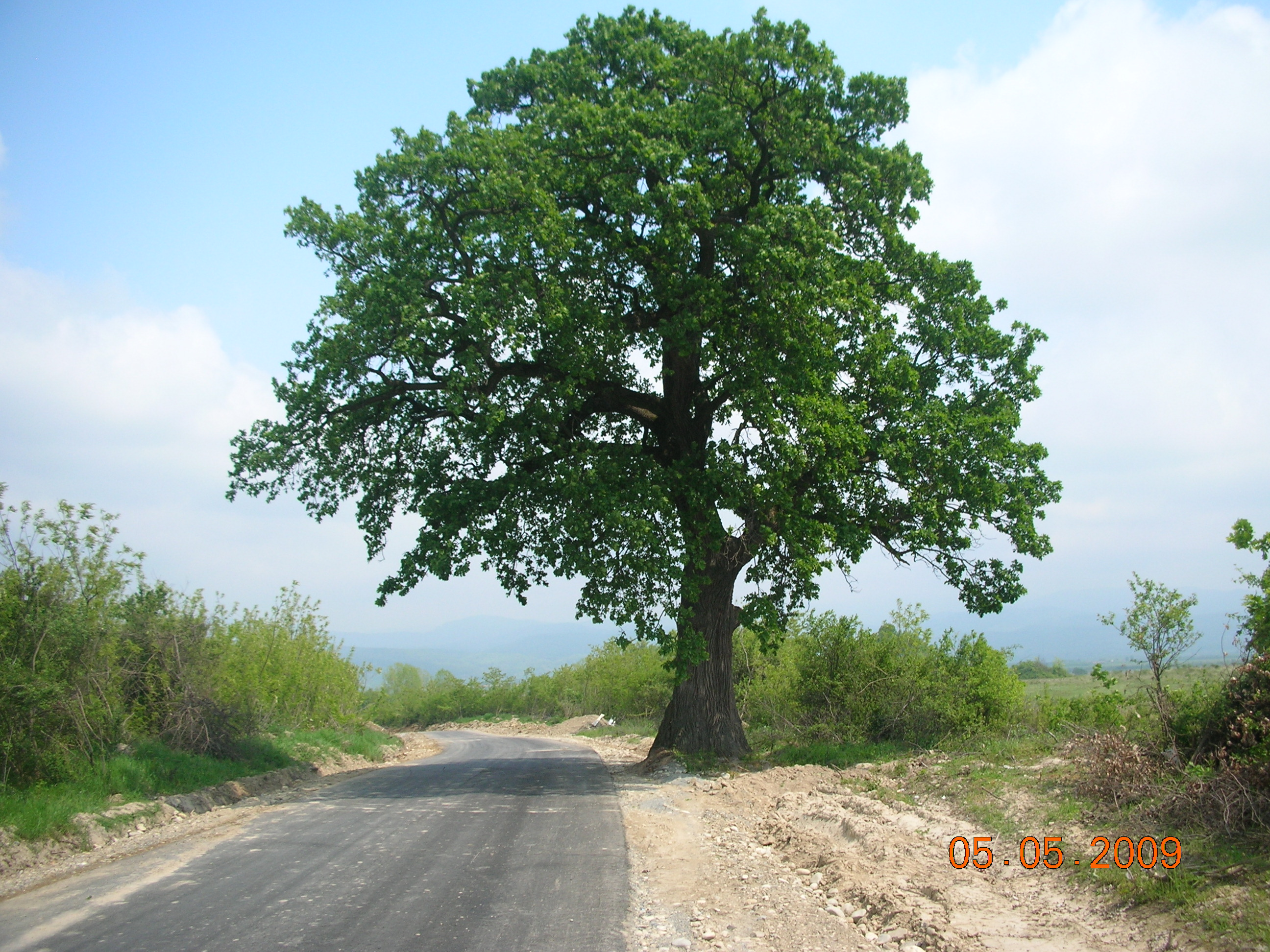
Die Straße in Richtung Eichenthal wurde 2009 asphaltiert

Als die ersten deutschen Siedler 1894 im Tal des kleinen Flusses Vâna (deutsch Wuna) ankamen, fanden sie einen dichten Eichenwald vor. Die Ankömmlinge mussten erst die von der österreichisch-ungarischen Monarchie zugewiesene Fläche mit Hilfe der Nachbarn aus dem nahe gelegenen Dorf Sălbăgel (deutsch Silwaschel, ungarisch Silvaszhely) von den uralten Eichen befreien. Danach bauten sie die ersten Lehmhäuser für ihre Familien und nannten ihre Siedlung fortan „Eichenthal“.
Inoffiziell hieß das Dorf ab 1894 bis 1905 „Szilvashelytelep“ in Anlehnung an das rumänische Nachbardorf Sălbăgel. Die rumänischen Nachbarn nannten die neue Siedlung Satu-Nou (deutsch Neudorf).
Eichenthal gehörte verwaltungsmäßig gemeinsam mit Silwaschel zu der Gemeinde Sacu.
Drei Jahre lang stritten die Eichenthaler – sogar bis Budapest – erfolglos um einen passenden Namen für ihr Dorf. Um eine eigenständige Gemeinde werden zu können, akzeptierten sie dann letztendlich am 10. Oktober 1908 den Dorfnamen „Gyulatelep“. Diese Bezeichnung war an den Namen des wohlhabenden Rechtsanwalts Gyula Rosenthal angelehnt, der das Dorf sowohl in finanzieller, rechtlicher aber auch persönlicher Hinsicht intensiv unterstützte.
So hieß Eichenthal bis 1925 offiziell „Gyulatelep“ und erst nach dem Ersten Weltkrieg, nach dem Anschluss des Banats an Rumänien, erhielt das Dorf den Namen „Sălbăgelu Nou“. Durchgesetzt hat sich jedoch bei der deutschen Bevölkerung die Bezeichnung „Eichenthal“.
Das Wahrzeichen von Eichenthal ist eine alte Eiche, die seit Jahrhunderten als einzige noch am Wegrand, nordöstlich auf halbem Weg zwischen Sacu und Eichenthal, steht. Sie ist ein Überbleibsel von dem mächtigen Eichenwald, der einst dem Dorf „Eichenthal“ seinen Namen gab.
Nachdem das Tal gerodet und die uralten und tief verwurzelten Eichenklötze in monatelanger Schwerstarbeit entfernt waren, konnten die Siedler dort die ersten Häuser bauen.
Ein Blitzschlag hat die alte Eiche in den späten 1950er Jahren ausgehöhlt.

## Geschichte
Das Dorf Eichenthal kann auf keine allzu lange Vergangenheit zurückblicken, denn vor mehr als 120 Jahren gab es dort nur einen alten Eichenwald. Die Besiedlung des Gebiets wurde damals von der Ungarischen Hofkanzlei und Hofkammer der Habsburgermonarchie beschlossen.
Bereits im Herbst 1894 kamen die ersten deutschen Siedler aus umliegenden Dörfern des Banats. Das Dorf ist also durch Binnenwanderung entstanden. Sie kamen aus unterschiedlichen Gründen nach Eichenthal. Ausschlaggebend waren jedoch verlockende Versprechungen für den günstigen Erwerb von Grund und Boden.
Ein weiterer Grund war das Unvermögen vieler Städte, trotz wirtschaftlichen und kommerziellen Fortschritts, überschüssige Arbeitskräfte aufzunehmen, so dass sich viele junge Familien gezwungen sahen, wieder zurück aufs Land zu ziehen, wo inzwischen durch Abwanderung viele Höfe frei geworden waren und nun neu besetzt werden konnten. So entstanden neue „Binnensiedlungen“ mit Siedlern aus umliegenden Ortschaften, wie z. B. Deutsch-Stamora (1789), Alexanderhausen (1833) und auch Eichenthal (1894).
Die meisten Siedler kamen nach Eichenthal im Herbst 1894 aus Lazarfeld (38), Setschan (20), Kleck (16), Franzfeld (10), Sartscha (8), Ernsthausen (6) und Stefansfeld (4). Diese Siedlungen befanden sich auf dem Gebiet des heutigen Serbiens und wurden 1790–1835 von Kolonisten aus dem Banat gegründet, die wegen der Türkenkriege über die Marosch geflohen waren.
Weitere Siedler kamen nach Eichenthal mit ihren Familien aus Großjetscha (16), Kleinjetscha (4), Rudolfsgnad (4), dann je 2 Zuwanderer aus Tschene, Ujfalu, Jarkowatz, Etschka, Johannisfeld, Sackelhausen, Deta, Tschawosch, Szőreg, Apátfalva, Medves, Ujwar, Tschanad, Ofsenitz, Nitzkydorf, Bakowa, Mramorak, Csősztelek, Wetschehausen, Karlsdorf, Sigmundhausen, Rekasch, Josefsdorf; dann je ein Siedler aus Fodorhausen, Ebendorf und Hatzfeld.
Bis 1925 wurde Eichenthal von einem Dorfschulzen verwaltet. Richter und Notariat befanden sich in der 5 Kilometer entfernten Gemeinde Sacu, während Fragen zu Grundbuch, Gericht, Militärdienst und Finanzen in der Kreisstadt Lugoj, später in Reșița erledigt wurden.
Im Dorf selbst gab es einen Kleinrichter, der die Nachrichten als Trommler im Dorf bekannt machte. Es war auch die Aufgabe des Dorfkleinrichters täglich die beiden Glocken am Glockenstuhl zu den Mahlzeiten (um 6 Uhr morgens, mittags um 12 Uhr, abends um 18 Uhr auch zum täglichen Abendgebet) und für diverse Anlässe, wie Gottesdienst, Todesfall, Unterrichtsbeginn, Feueralarm zu läuten.
Seit der Ansiedlung der Deutschen wurde in Eichenthal banatschwäbisch gesprochen. Diese Mundart hatte anfangs diverse örtliche Nuancen, je nach Herkunftsort der Zuwanderer. Nach knapp dreißig Jahren setzte sich die Mundart des aus Setschan stammenden Gastwirtes Adam Rettinger durch. Und das, dank der guten Frequentierung seines Wirtshauses, wo man sich oft traf und Neuigkeiten austauschte. Die wenigen, nach dem Ersten Weltkrieg zugezogenen böhmischen Familien, sprachen zu Hause und im Freundeskreis ihren eigenen Dialekt, nur die Jüngeren übernahmen schnell die „banatschwäbische“ Mundart der Eichenthaler als Umgangssprache im Dorf. Die Amtssprache jedoch war ungarisch, aber nur solange Eichenthal im Banat zur k.u.k. österreichisch-ungarischen Monarchie gehörte. Der Magyarisierungsdruck wurde immer stärker, so dass in 1909 auch in der Dorfschule die ungarische Sprache als Unterrichtssprache eingeführt wurde.
Erst nach dem Ersten Weltkrieg, als das Banat an Rumänien angeschlossen wurde, begannen die Eichenthaler immer mehr nach ihrer nationalen und ethnischen Identität zu suchen.
So verbrachten 1923 etwa 25 Kinder aus Baden-Württemberg auf Einladung des Dorfes ihre Sommerferien in Eichenthal. Es wurden deutsche Vereine und Kulturgruppen gegründet. Bis zum 23. August 1944 stand Rumänien als Verbündeter an der Seite Deutschlands. Viele junge Eichenthaler wurden in der deutschen Armee ausgebildet und ältere Eichenthaler wechselten nach dem Abkommen mit Berlin von der rumänischen zur deutschen Armee über. In den Jahren 1941 bis 1945 nahmen 92 Eichenthaler Männer als Soldaten unter deutsch-rumänischem Kommando am Zweiten Weltkrieg teil. 25 Eichenthaler fielen im Krieg oder blieben vermisst.
Nach Kriegsende, schon im Herbst 1945, wurden 57 volksdeutsche Eichenthaler Frauen und Männer ab 17 Jahren zu 5 Jahren Zwangsarbeit nach Russland verbannt, um für den Wiederaufbau des sowjetischen Siegerstaates für Reparationsleistungen in Kohlengruben, Steinbrüchen, bei Eisenbahnlinien-, Straßen- und Tunnelbauarbeiten, im kaukasischen Donbass-Gebiet, im Gulag von Sibirien oder im äußersten eisigen Norden eingesetzt zu werden. Von den 57 in die Sowjetunion verschleppten Eichenthalern starben 13, entweder dort in der sowjetischen Verbannung oder kurz nach ihrer Rückkehr, als direkte Folge dieser Verbannung. Gleich nach Kriegsende kam es zu Plünderungen, Überfällen und Vergewaltigungen durch sowjetische Soldaten. Es wurden ganze Familien inhaftiert, Dorfleute wurden in rumänische Lager der Kriegsteilnehmer gesteckt.
Ab 1950 kam es zur Gründung von kommunistischen Bauernfronten und zu Assimilationsversuchen der deutschen Bevölkerung des Dorfes. Die Bodenreform von 1945 führte zur Enteignung von Besitz, Haus und Feldern der Eichenthaler. Hohe Abgaben und Steuern führten zum Zwangsverkauf von Ackerland. Die Großbauern (rumänisch Chiaburi) wurden eingeschüchtert, einige von ihnen auch gefoltert und zum Eintritt in die neu gegründete Eichenthaler Landwirtschaftliche Produktionsgenossenschaft gedrängt.
Es gab in Eichenthal eine deutsche Grundschule, deutschsprachige kulturelle Veranstaltungen (deutscher Chor, Blaskapelle, Tanzgruppen), deutscher katholischen Gottesdienst, deutsche Kirchweihfeste. Ab 1960 begannen die ersten Familien das Dorf Eichenthal zu verlassen und in Timișoara, Reșița, Caransebeș, Lugoj und größeren deutschen Banater Dörfern eine neue Bleibe zu suchen. Die ersten Eichenthaler siedelten bereits Anfang der 1970er Jahre, zum Teil aber auch schon früher, nach Deutschland aus. Andere Eichenthaler wanderten nach Amerika aus. Heute sind die Eichenthaler in der ganzen Welt verstreut. In Deutschland trafen sie sich alle zwei Jahre bis 2010 in der bayerischen Ortschaft Asbach-Bäumenheim, wo viele Eichenthaler seit ihrer Auswanderung aus Rumänien ansässig wurden.

## Demografie
| 1910 | 419 | 8  | 18 | 389 | 4   |
| 1930 | 404 | 6  | 1  | 397 | -   |
| 1941 | 389 | 3  | -  | 386 | -   |
| 1977 | 188 | 36 | -  | 23  | 129 |
| 1992 | 219 | 1  | -  | 10  | 208 |
| 2002 | 259 | 39 | -  | 9   | 211 |
| 2011 | 231 | 40 | -  | -   | 179 |

Ab 1980 kamen Ruthenen aus der Maramuresch und kauften die leer stehenden Häuser der ausgewanderten Deutschen. 1993 lebten in Eichenthal bereits 200 Ruthenen.
Größere Rückgänge der Einwohnerzahlen gab es nicht nur während oder kurz nach den beiden Weltkriegen, sondern hauptsächlich in den ersten 25–30 Jahren der Besiedlung des Dorfes.
Die größten Zuwächse gab es nach dem Ersten Weltkrieg, als eine Zuwanderung von 85 sudetendeutschen Böhmen aus Dörfern des Banater Berglandes stattfand. Sie kamen aus Wolfsberg, Weidenthal, Slatina, Sadowa und Lindenfeld. Ursprünglich stammten die Deutschböhmen aus dem Böhmerwald, aus der Oberpfalz, aus Böhmen, Mähren, der Slowakei und besiedelten 1827–1828 als Waldbauern das Banater Bergland südlich von Reșița am Fuße des Semenic-Gebirges.

## Dorfbild

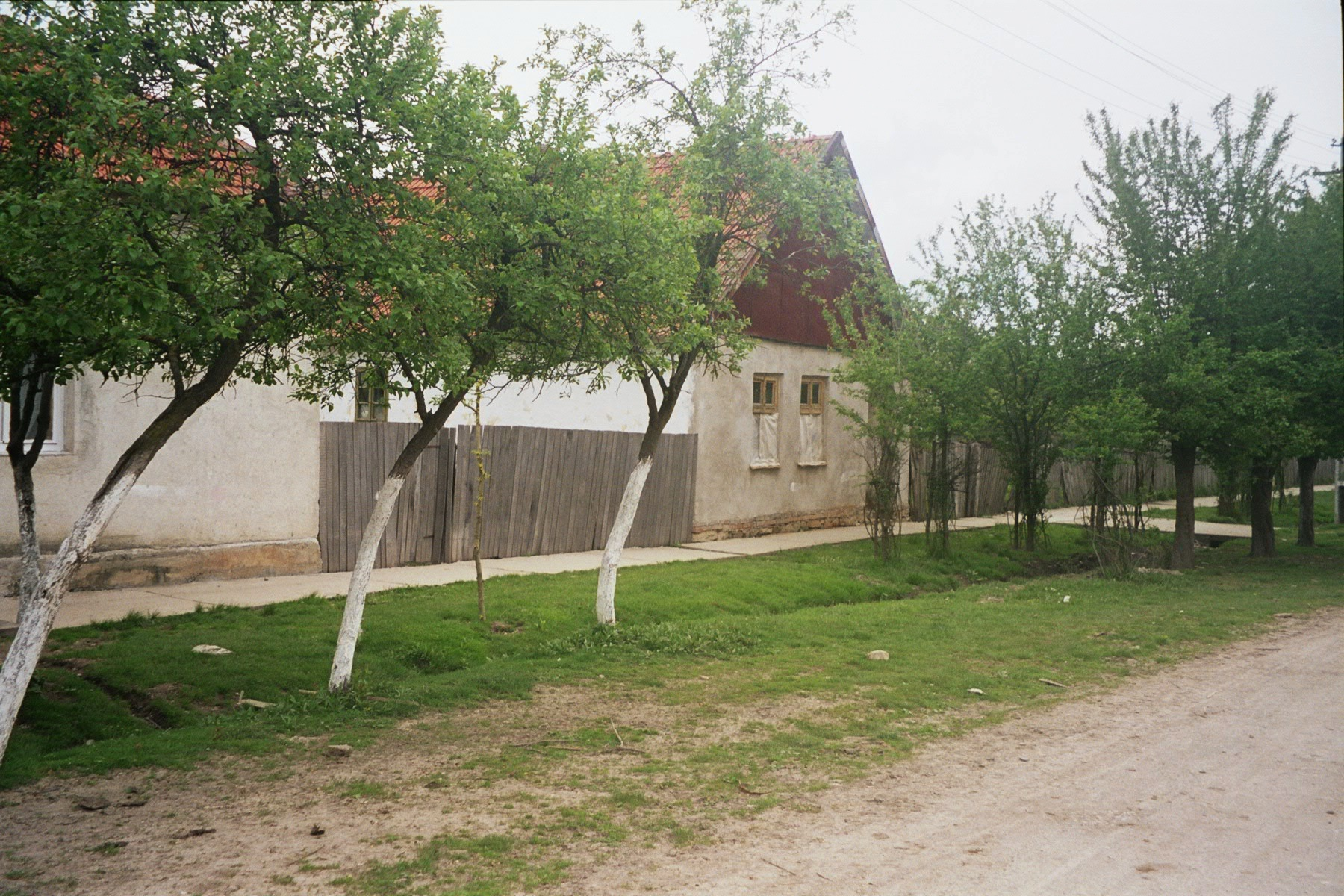
Siedlerhaus in der Hinteren Gasse
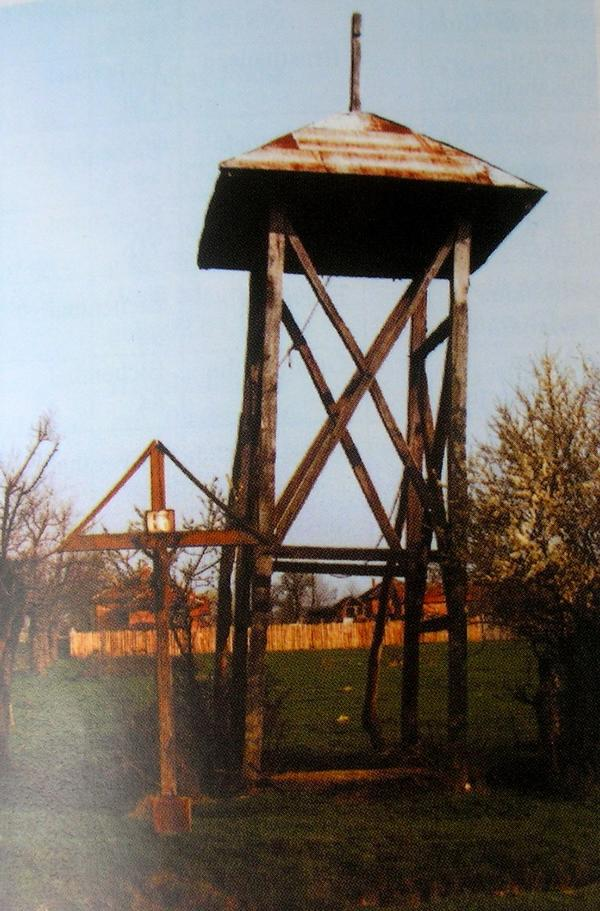
Glockenstuhl in Eichenthal um 1980

Eichenthal hatte schon mit der Dorfgründung eine fast quadratisch-rechteckige Grundform mit 160 Hausplätzen. Diese waren fast gleichmäßig auf die Dorfgassen verteilt. Es gab trotzdem nur höchstens 100 Häuser, da manche Hausplätze leer standen oder zwei nebeneinander liegende Hausplätze nur von einer einzigen Familie genutzt wurden.
Das Dorf bestand aus vier Straßen, der Vorderen, Mittleren und Hinteren Gasse, die alle durch die Kreuzgasse quer durchtrennt waren. Die Gassen waren sehr breit. Die Fahrwege waren 10 Meter breit und nur die Mittlere Gasse war mit Schotter befestigt, da sie die Haupt- und Verbindungsstraße zwischen Sacu und Zgribești darstellte. Links und rechts der Fahrwege verliefen durchgehend Wassergräben und 3 Meter breite Gehsteige. Akazien- und Maulbeerbäume säumten die Wege.
In der Dorfmitte befanden sich eine Schule, ein Krämerladen, das Gemeindehaus, ein Pferdestall und der Glockenstuhl, an dessen Stelle mal eine Kirche stehen sollte. Eine richtige Kirche gab es in Eichenthal nie. Der Bau war zwar immer geplant, jedoch aus finanzieller Notlage nie zustande gekommen. Dafür gab es aber ein geräumiges Bethaus. Dieses ehemalige Bethaus gibt es heute nicht mehr. Die neue ruthenische Dorfbevölkerung aus dem Norden Rumäniens errichtete in den 1980er Jahren ein eigenes baptistisches Bethaus. Die seelsorgerische Betreuung der Eichenthaler erfolgte in der Ebendorfer Kirche. An zentraler Stelle in der Mitte des Dorfes stand ein Glockenstuhl mit zwei Glocken. Der Glockenstuhl steht heute immer noch an derselben Stelle in Eichenthal, aber nur noch mit einer einzigen Glocke.
In Eichenthal befanden sich zwei Wirtshäuser. Eines wurde 1898 von der Familie Rettinger Andres in der Mittleren Gasse mit Tanzsaal, Trinksalon und Kegelbahn eröffnet und später von der Familie Petri Nikolaus als Kulturheim weitergeführt. Das zweite Wirtshaus, auch mit Tanzsaal und Kegelbahn, das sich in der Vorderen Gasse befand, wurde nach dem Zweiten Weltkrieg in ein katholisches Bethaus umgewandelt. Im Wirtshaus der Familie Rettinger und Petri fanden jedes Jahr im November zum Heiligen Martin die Kirchweihfeier, also die „Kerweih“ statt, oder es wurden ab und zu Filme gezeigt, die man aus der Stadt brachte.
Das Dorf besaß anfangs zwei, ab der 1950er Jahre nur noch einen gut geführten Kaufladen (einen Krämerladen, die sog. Cooperativa), wo man alles zum Leben Notwendige kaufen konnte.
Heute ist die „Cooperativa“ mit Gittern versperrt und die jetzigen Dorfbewohner laufen in die benachbarten Dörfer Sacu (5 km) oder Sălbăgel (2 km), um dort einzukaufen. Große Einkäufe tätigen sie – genau wie die Eichenthaler vor Jahren – in den Städten Caransebeș oder Lugoj.

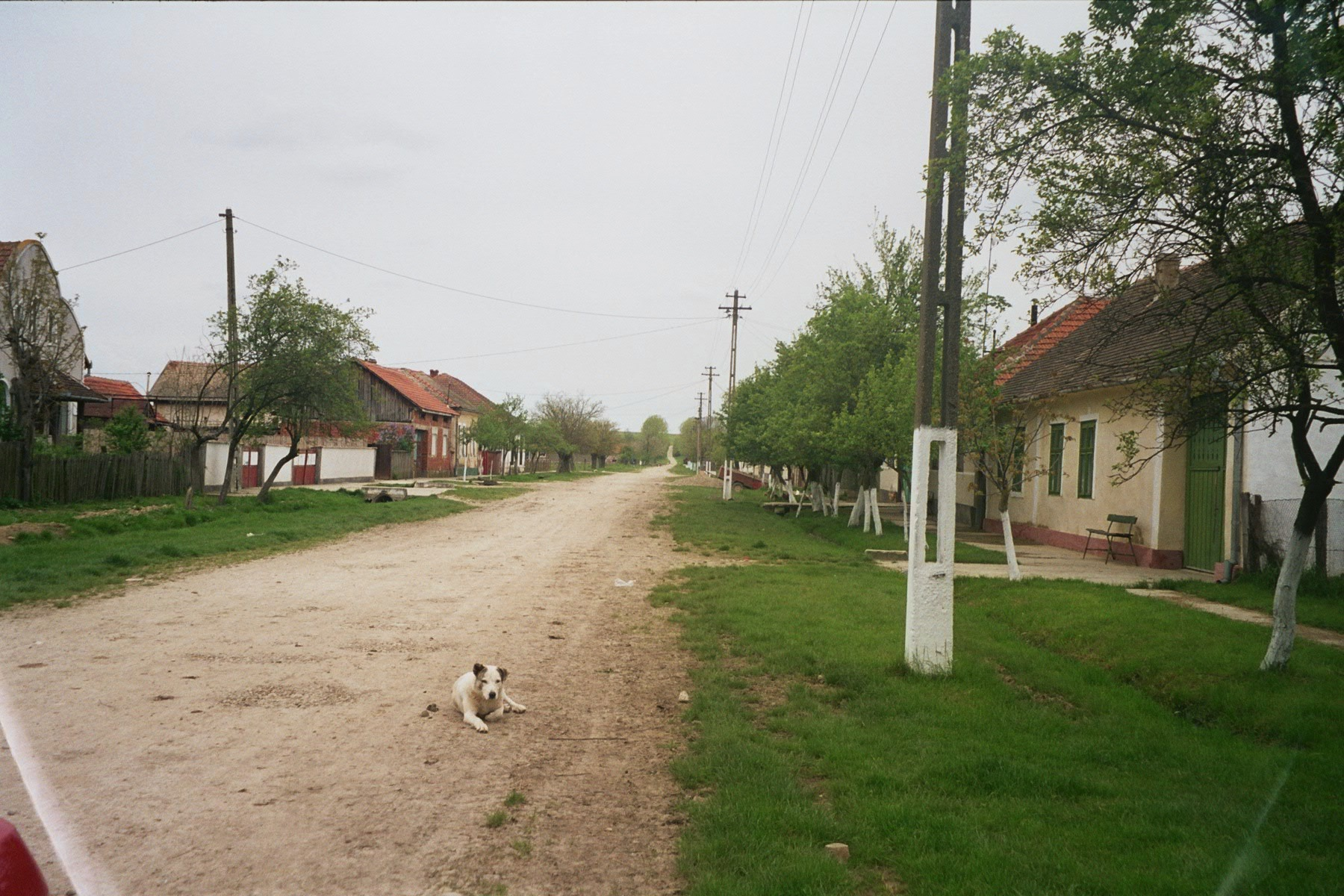
Dorfbild von Eichenthal im Mai 2005
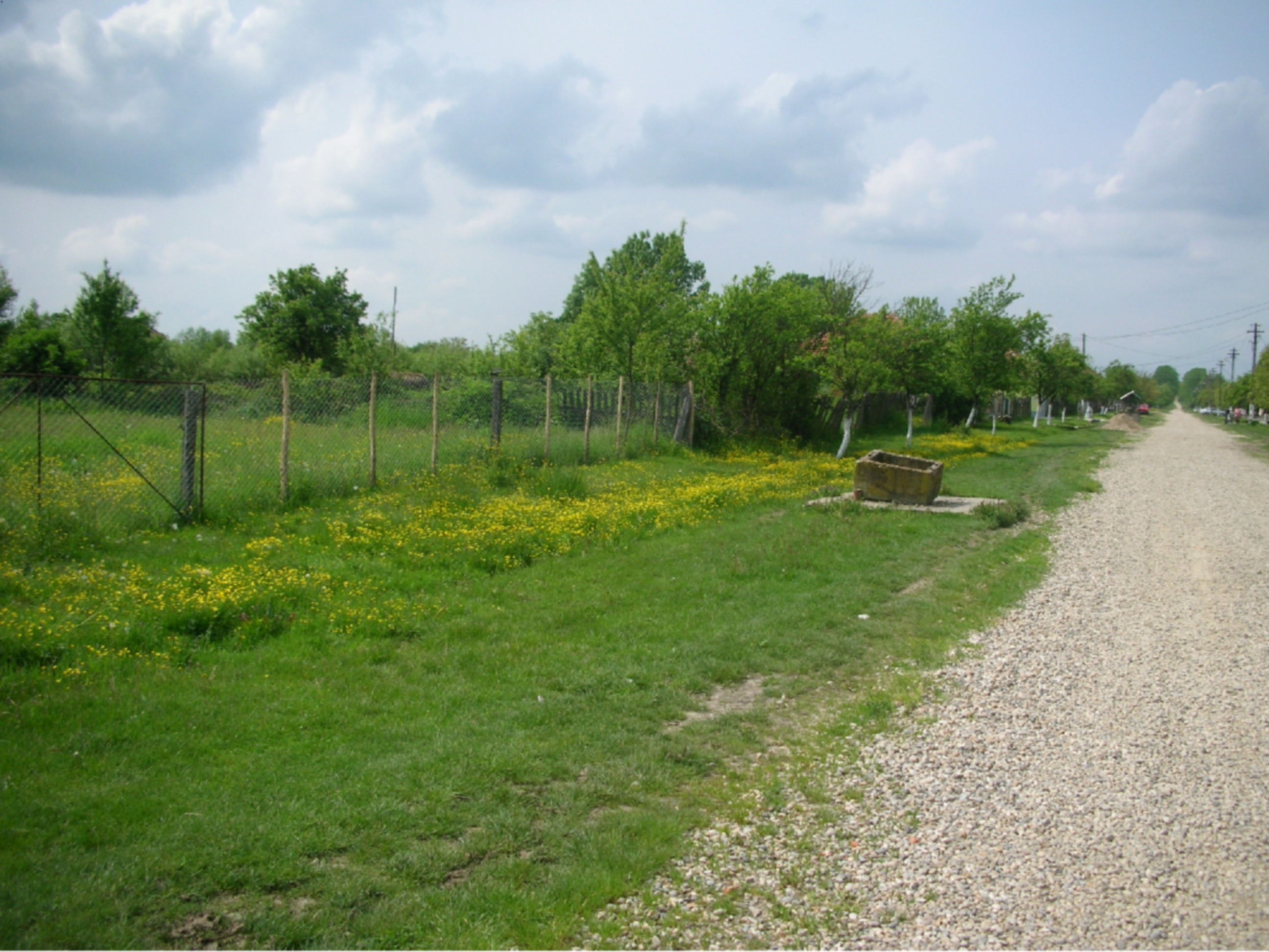
Ehemaliger Brunnen in der Mittleren Gasse
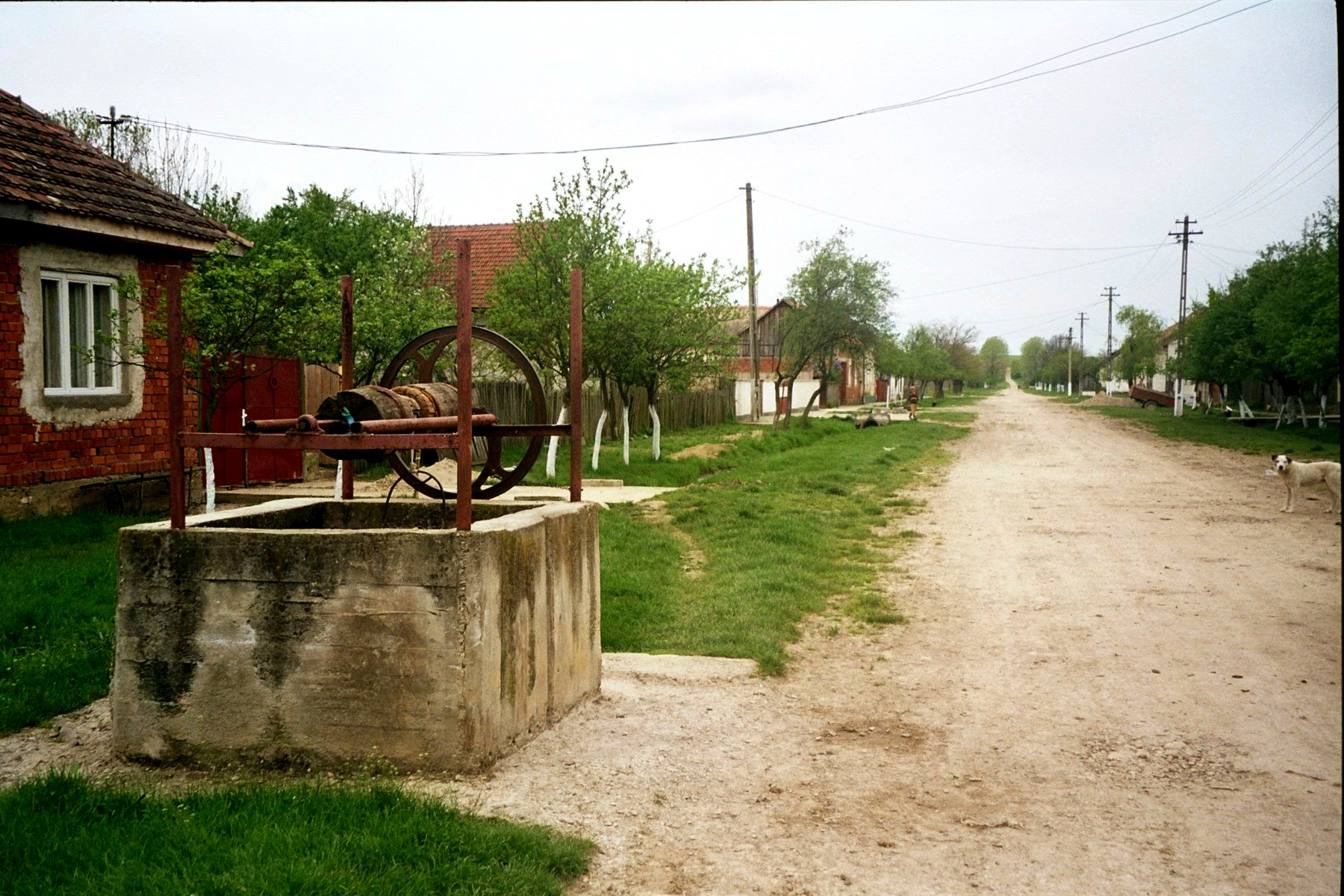
Brunnen in der Mittleren Gasse

Das einstige Dorfbild hat sich in den letzten Jahren sehr verändert. Zum Teil stehen überall ganz neue Häuser. In Eichenthal standen einst überdachte Ziehbrunnen mit Kurbelzug: mindestens zehn Brunnen am Straßenrand und noch mehr in den Innenhöfen der Eichenthaler. Diese waren bis zu 31 Meter tief. Infolge der Einführung der Wasserversorgung und Kanalisation wurden diese alten Brunnen überflüssig und dem Verfall überlassen. Heute gibt es keine Gehwege mehr entlang der Häuser und Zäune und die jetzigen Dorfbewohner laufen entlang der Landstraße.
In den Jahren 2009 bis 2010 wurde die fünf Kilometer lange Landstraße von Sacu bis Eichenthal sowie sämtliche Gassen des Dorfes asphaltiert. Die Einweihungsfeier im Beisein des Bürgermeisters, eines Geistlichen und vieler Dorfbewohner fand im Sommer 2010 statt. Vereinzelt wurden in den letzten Jahren auch Gehwege entlang einiger Häuser mit Betonplatten befestigt.
Haus und Hof
Die typisch deutschen Siedlerhäuser der Eichenthaler, mit dem Entstehungsjahr im Giebel, Häuser die anfangs aus gestampften Mauern und Lehmziegeln gebaut waren, wurden später mit gebrannten Ziegeln erweitert und durch Renovierungsarbeiten laufend erhalten. Jeder Hof war mindestens ein Joch groß. Jede Familie hatte ein großes Haupthaus und eine Sommerküche. Zur Hofseite hin hatten die Häuser einen offenen überdachten Flur, den sogenannten Gang. Ans Haupthaus waren eine Vorratskammer (die Speis) und anschließend der Viehstall angebaut, danach folgte der Anbau für landwirtschaftliche Maschinen und Geräte und dahinter ein Schuppen und ein stabiler Sitz-Abort (Toilette). Im Hinterhof hatte jedes Haus eine Scheune für Heu, Mais, Getreide und Tierfutter. Jede Familie hatte eigene Rinder, Schweine, Hühner, Gänse, Enten, Katze und Hofhund. Einige Eichenthaler züchteten auch Tauben oder Bienen. Im Hof, gegenüber vom Haupthaus hatte jede Familie eine Sommerküche, die hauptsächlich in warmen Monaten zur Essenszubereitung und im Winter zur Zeit der Schweineschlacht genutzt wurde, um das Haupthaus vor Schmutz zu schonen. Dort in der Sommerküche hatte fast jedes Haus einen Ofen zum Brotbacken.
Friedhof

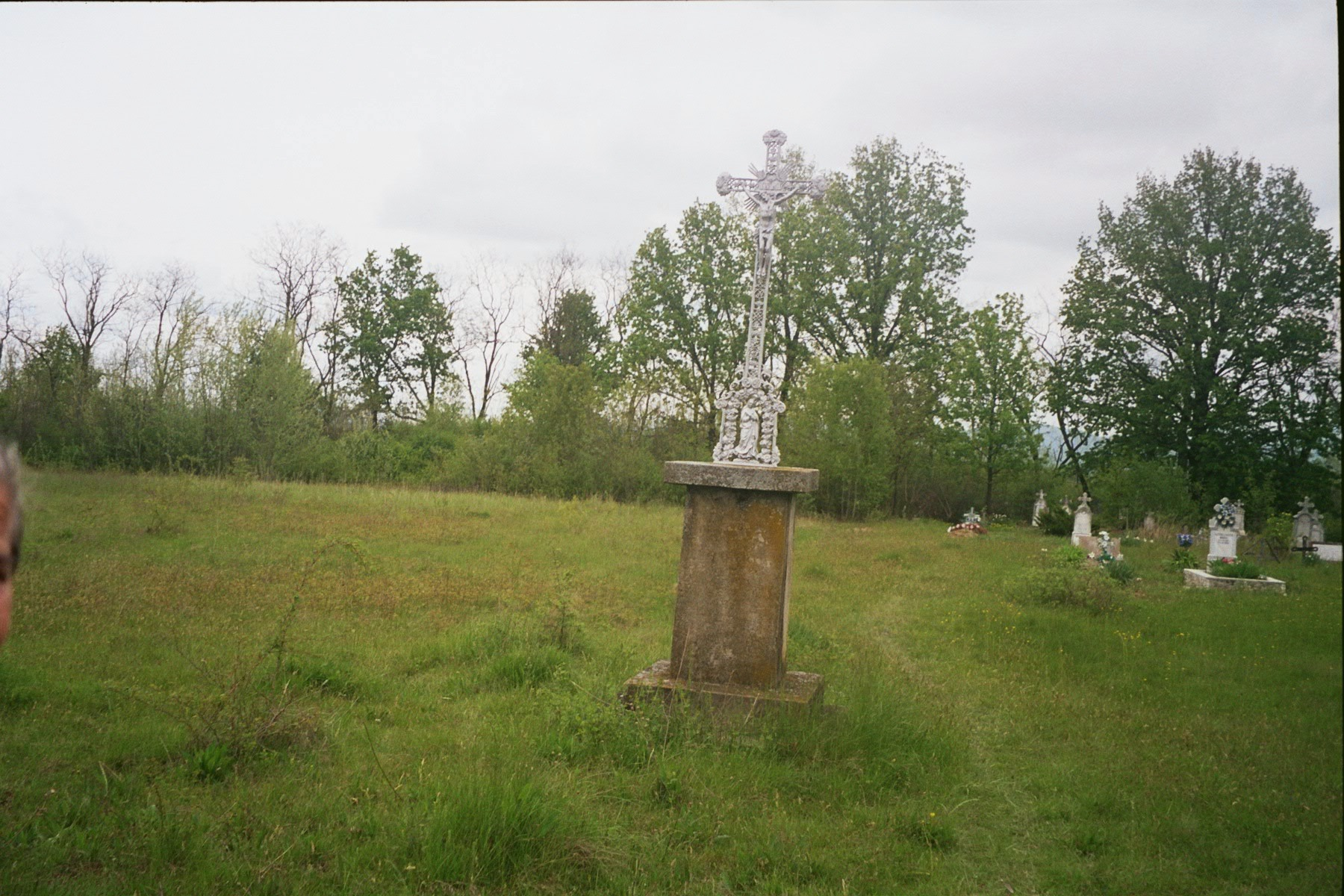
Großes Kreuz im Eichenthaler Friedhof
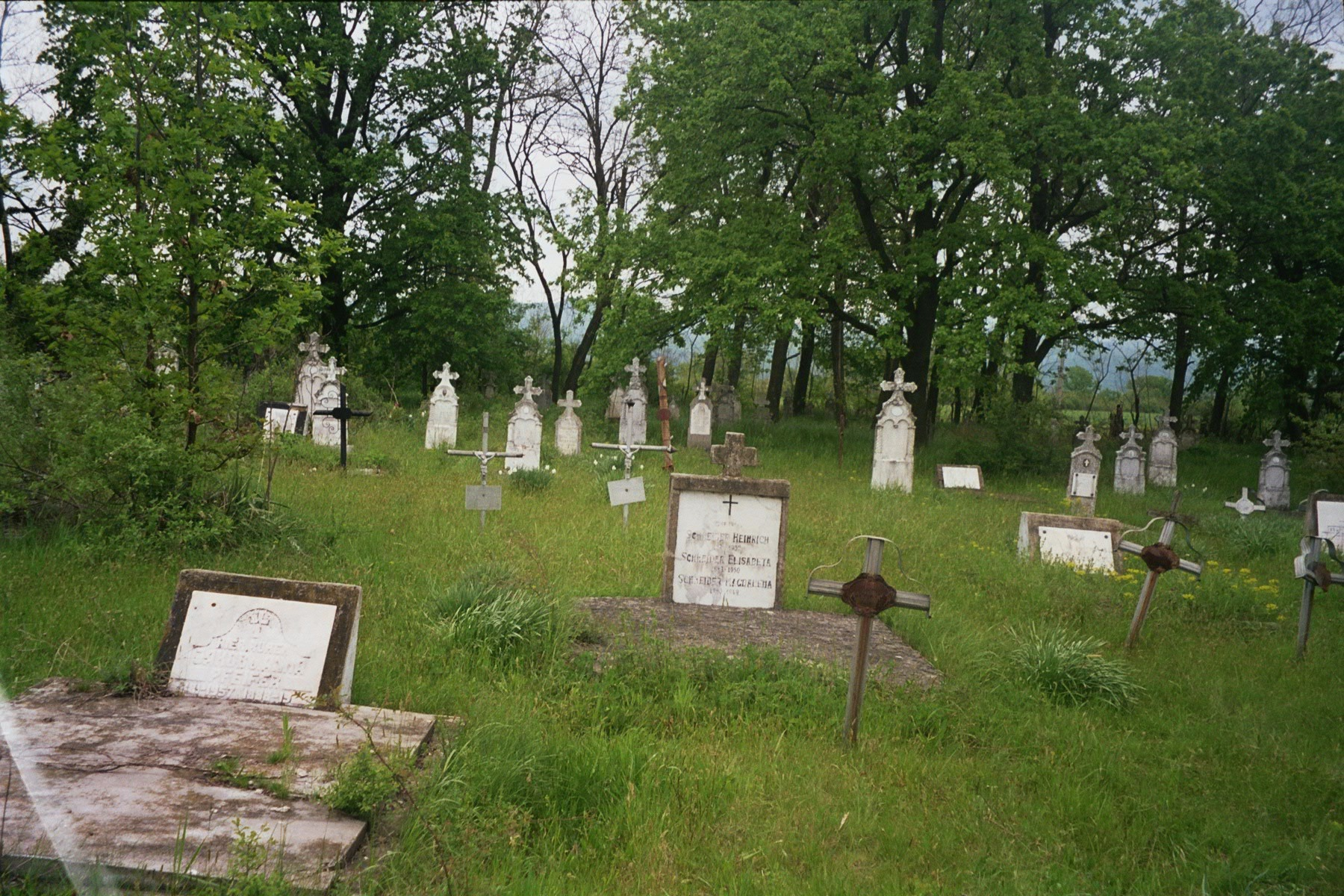
Eichenthaler Friedhof 2005
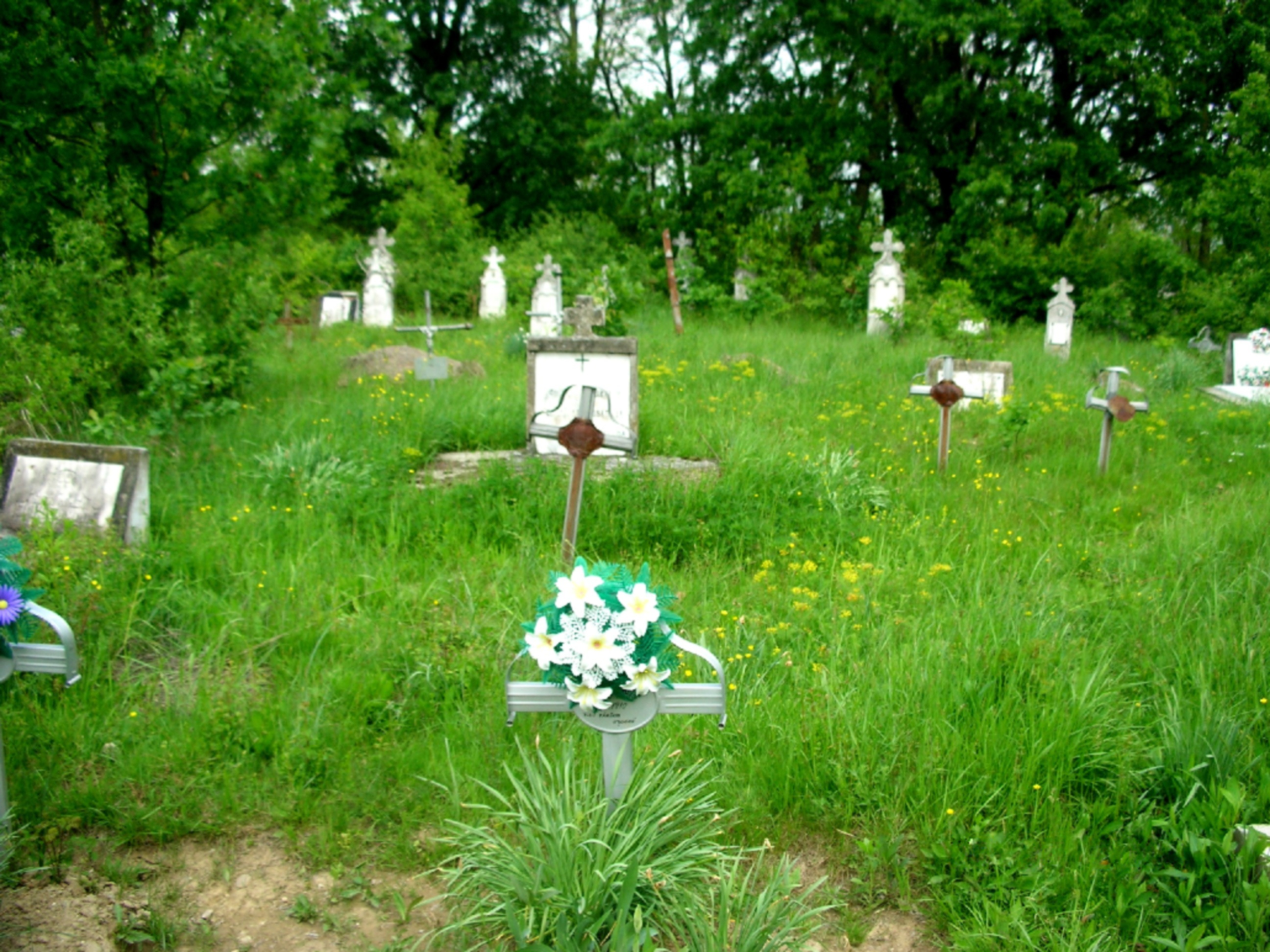
Eichenthaler Friedhof 2009
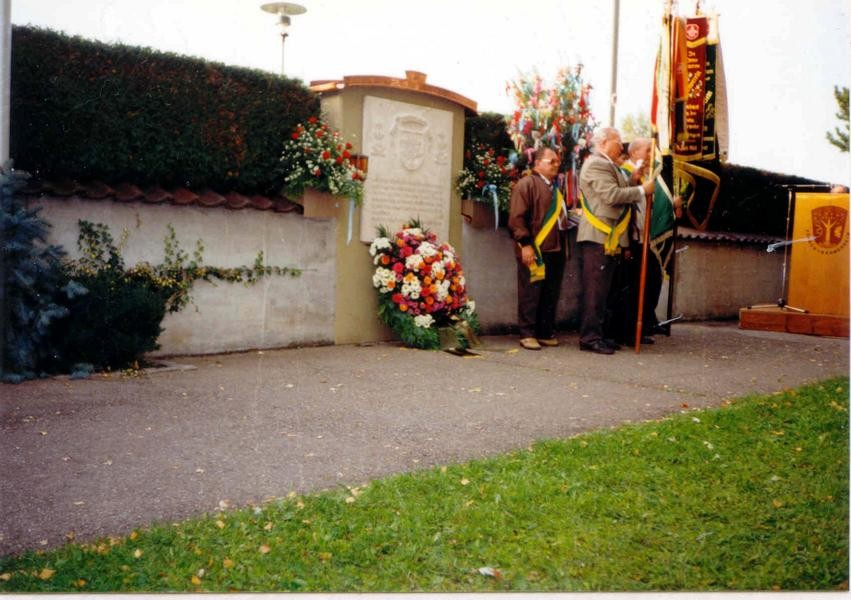
Gedenktafel in Bäumenheim

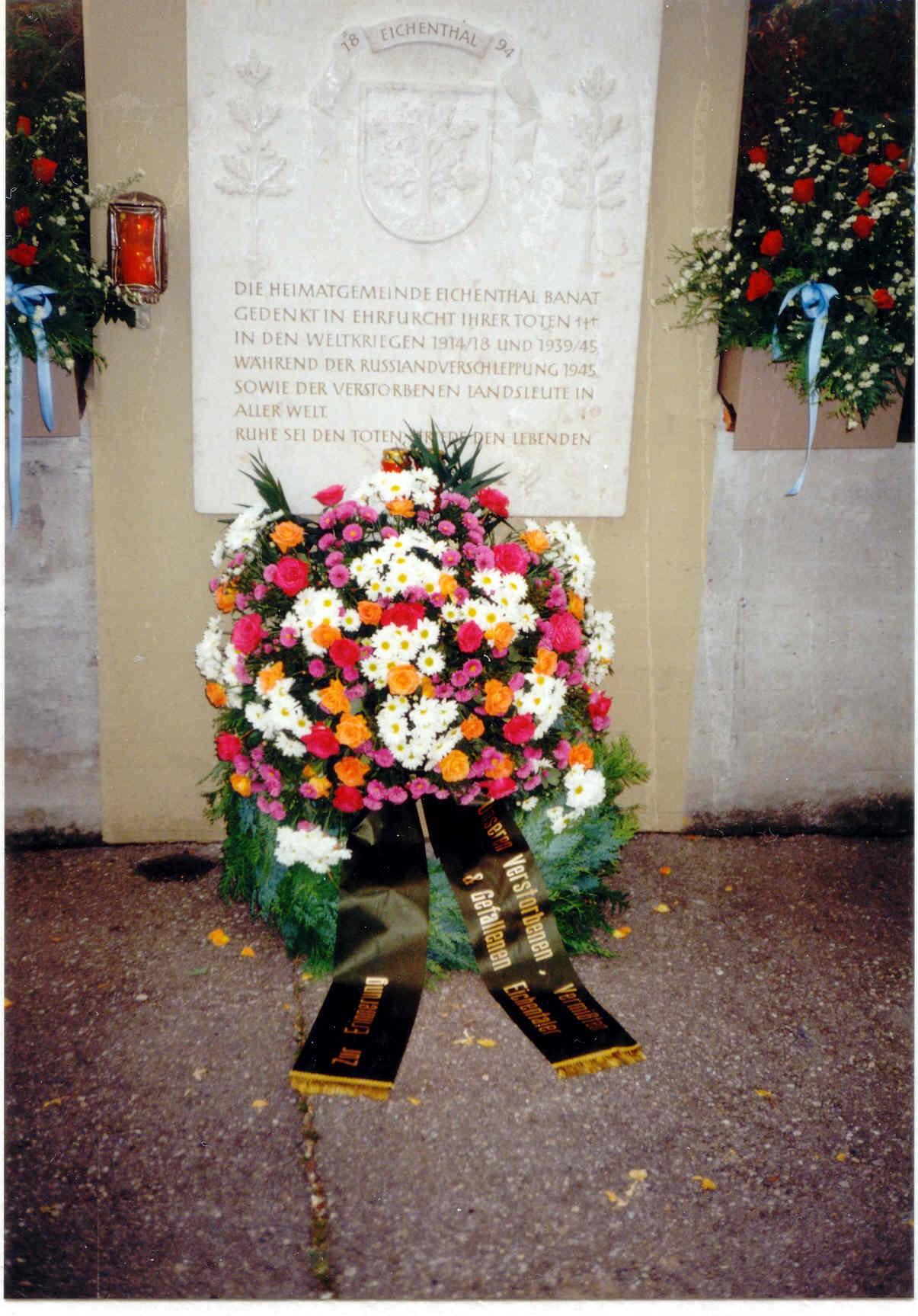
Kranzniederlegung 1994 in Bäumenheim
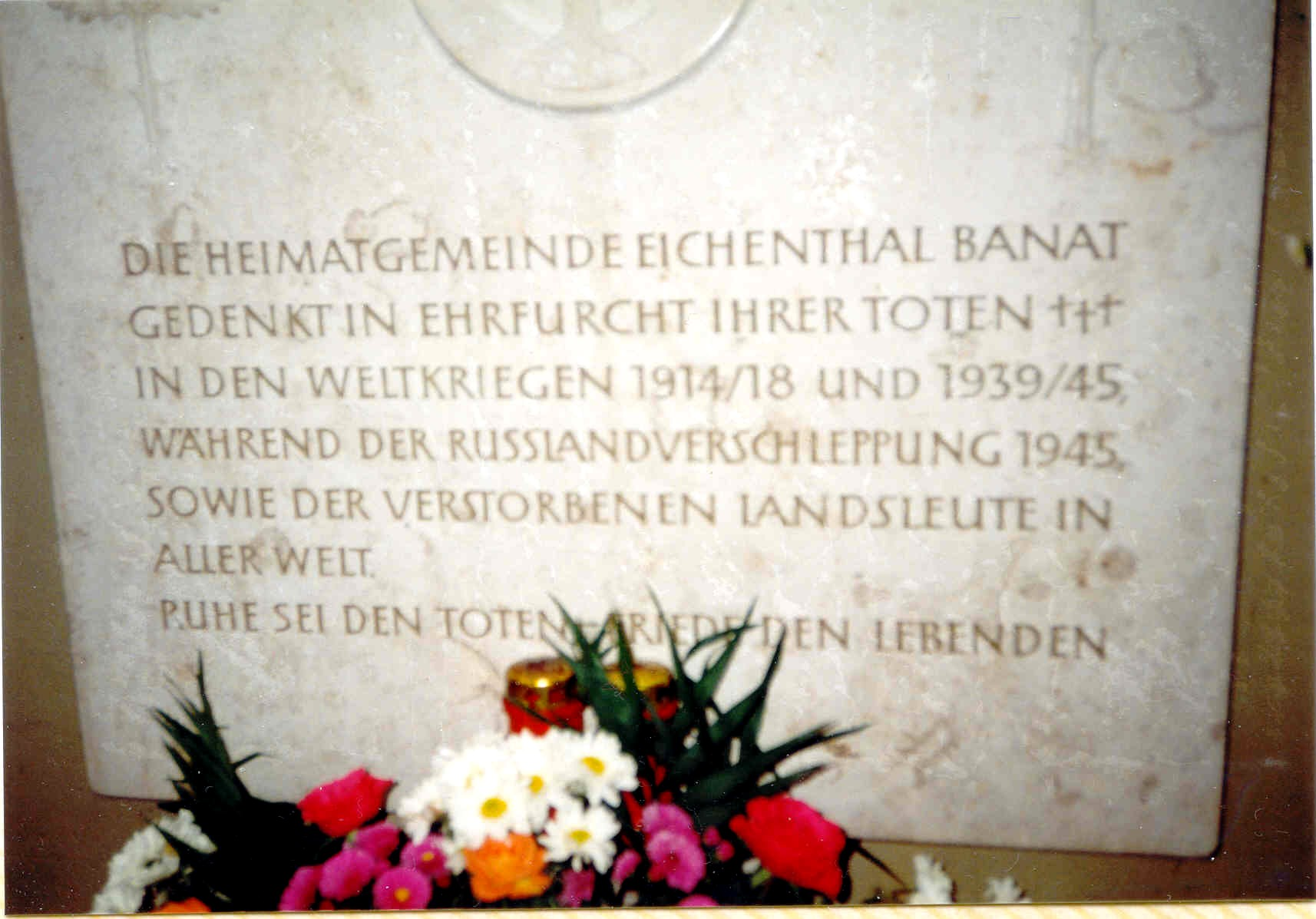
Denkmal zu Ehren der gefallenen und vermissten Eichenthaler im Ersten und Zweiten Weltkrieg
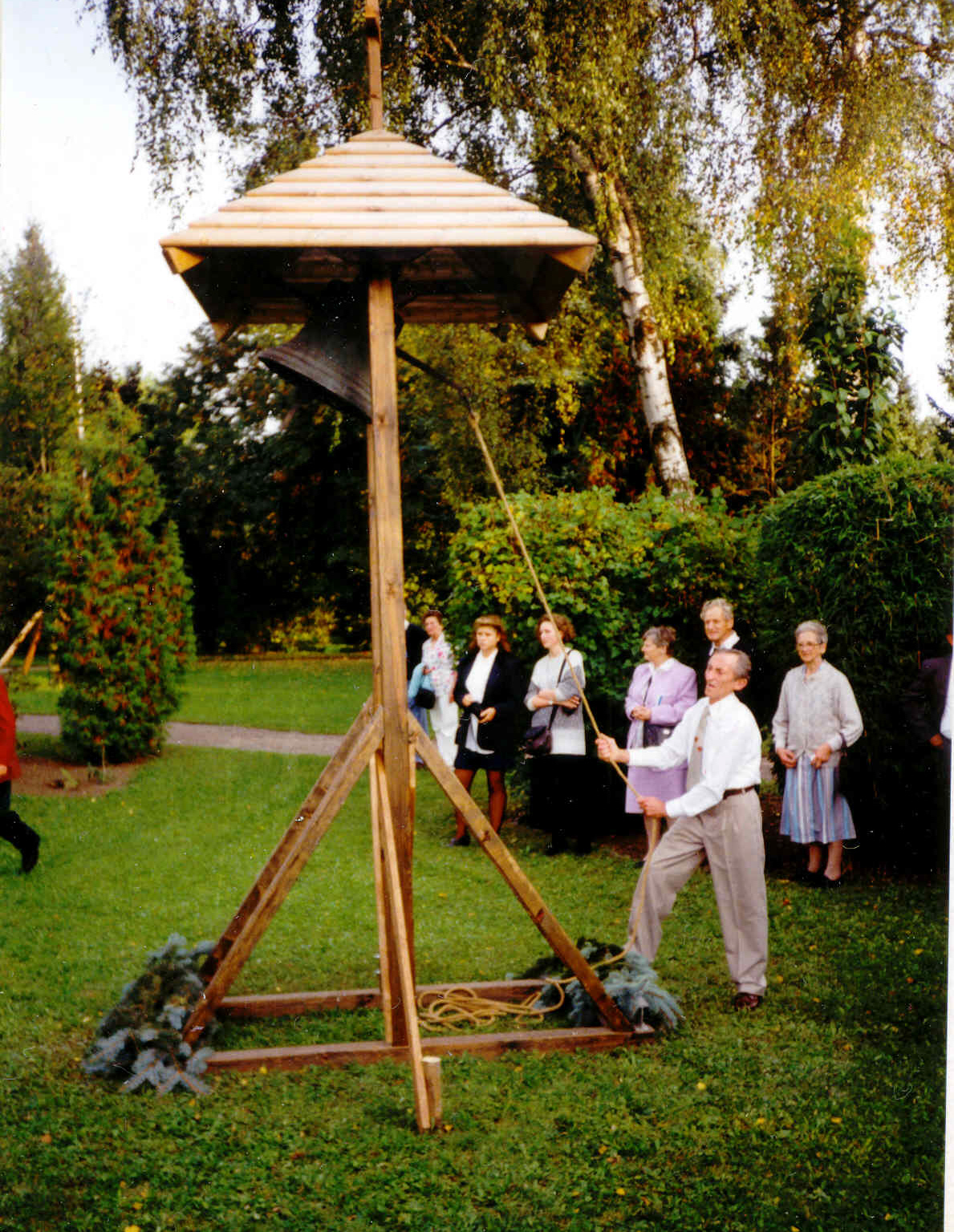
Eichenthaler Glocke und Glockenstuhl in Bäumenheim

Das Areal des Friedhofs ist mit Bäumen und Sträuchern umzäumt. Die Kreuze und Grabsteine sind meistens aus weißem Marmor und die Gräber wurden regelmäßig saisonbedingt mit frischen Blumen bepflanzt. Mit dem Wegzug der deutschen Einwohner aus dem Dorf wurden alle Gräber von den hinterbliebenen Angehörigen mit einer Zementplatte zugedeckt. Beim Eingang in den Friedhof stand seit Besiedlung des Dorfes das „Große Kreuz“, das bei Beerdigungen eine symbolische Rolle hatte.
Nach dem Wegzug der Deutschen wurde der Friedhof von der ruthenischen Dorfbevölkerung instand gesetzt und die umgefallenen oder umgerissenen Kreuzsteine aufgerichtet, da sie den Friedhof auch für ihre Verstorbenen zu nutzen begann. Im Frühsommer 2005 wurde das gesamte Gelände durch Spenden ehemaliger Eichenthaler renoviert.
Seit 2009 wurde der Friedhof vernachlässigt, Gräser und Sträucher haben das Gelände überwuchert, so dass die alten Eichenthaler Gräber nicht mehr erreicht werden können.

## Wirtschaft
Anfangs beschäftigten sich die Ankömmlinge mit der Abholzung des Eichenwaldes und danach mit der Bebauung des neu gewonnenen Bodens. Wichtig war kurz nach der Besiedlung des Dorfes die Garten- und Feldarbeit.
Eichenthal hatte gute Handwerker, die aber genauso tüchtige Landwirte waren. So gab es Schmiede, Klempner, Zimmerer, Schneider, Frisöre, Schuster und Schumacher, Wagner, Schreiner, Schlosser, Spengler, Metzger, Gastwirte und Imker im Dorf. Desgleichen Hebammen, Traktoristen und einen Fassbinder. Eichenthaler Emigranten, die aus Amerika zurückkehrten, brachten vor dem Ersten Weltkrieg erste landwirtschaftliche Maschinen (Dresch-, Mähmaschinen) ins Dorf. Diese wurden dann in gemeinsamer Arbeit und in gegenseitiger Unterstützung von allen Dorfbewohnern genutzt.
Typisch für die Eichenthaler war, dass sie schon seit den ersten Siedlerjahren Selbstversorger waren. Sie verstanden es, eigene Kleidung zu nähen, Seife zu kochen, Schlappen herzustellen, Uhren und Nähmaschinen zu reparieren, Schnaps zu brennen, Schweine zu schlachten und vieles mehr. Dank ihres Fleißes und ihrer Ausdauer konnten sie bald Überschüsse aus eigener Produktion wie Milch, Getreide, Wein, Obst, Gemüse, Schweine und Geflügel auf den Märkten in Lugosch, Caransebeș oder Reșița verkaufen und verbesserten dadurch ihre Situation.
Einige Familien schickten ihre Kinder in die Stadt, um ein Handwerk zu erlernen und um so eine eigene Existenz gründen zu können. Der ältere Sohn verblieb meistens als Erbe im Elternhaus, um den elterlichen Besitz weiter zu führen und den Fortbestand der Großfamilie zu sichern.

### Ackerbau

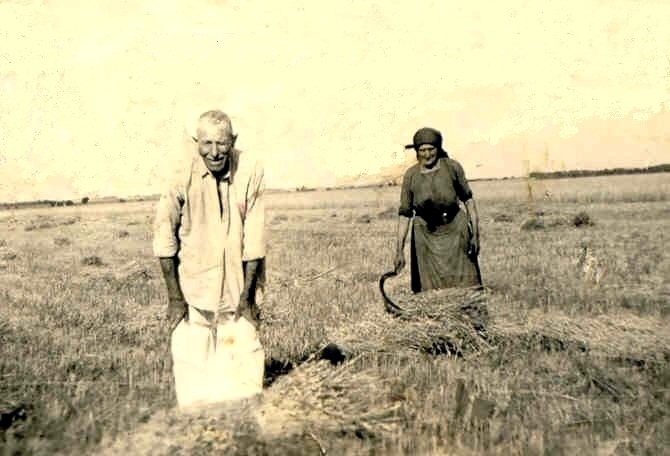
Siedler um 1940 bei der Feldarbeit
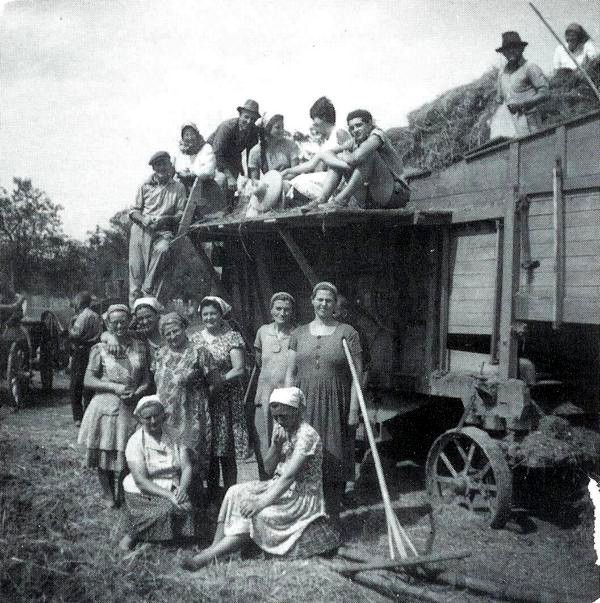
Beim Dreschen um 1952

Der Boden in Eichenthal war Podsolboden, ein grauweißer auf Ton gebildeter Waldboden, der für Wasser fast undurchlässig ist. Das Anstauen des Wassers im Frühjahr und im Herbst führte daher oft zum Ersticken der Pflanzen. Zudem war der Boden um Eichenthal kalkarm, säurig und arm an Stickstoff. Nur der Sandboden entlang der 19 km langen Wuna war ertragreicher. Damit die Felder und Ackerflächen fruchtbarer und ertragreicher wurden, musste jeder Landwirt diese regelmäßig bewirtschaften und mit natürlichem Stallmist düngen, den er von den eigenen Haustieren hinter seinem Haus sorgfältig sammelte.
Bis 1945 kultivierten die Eichenthaler hauptsächlich Weizen und Mais, aber auch andere Halmfrüchte. Anfangs erfolgte die Aussaat manuell, danach mit gemeinsamen Sämaschinen. Die Ernte der Halmfrüchte erfolgte zuerst manuell mit der Sense, später in Gruppen mit Dreschmaschinen. Hackfrüchte wurden mit einem „Setzer“ gepflanzt, dazwischen säte man Kürbisse und Bohnen und am Rande der Felder setzte man Sonnenblumen, um den Sturmschäden vorzubeugen. Im eigenen Hausgarten wurden Kartoffeln und Rüben gepflanzt. Nach dem Ersten Weltkrieg wurde in Eichenthal auch Tabak gepflanzt und an den Staat unter Aufsicht abgeliefert.
Das Sammeln von Heilkräutern, wie Lindenblüten, Kamille, Minze, Brombeerblätter, lief hauptsächlich über Schulklassen und wurde an die staatliche Pharmaindustrie abgeliefert.
Fast jede Familie betrieb Obst- und Weinbau. Beliebte und ertragreiche Rebsorten waren „Hotteler“, „Steinschiller“ und Portugieser. In der Regel wurde zum Schnapsbrennen noch zusätzliches Obst von Bauern aus der Umgebung hinzugekauft.
Obst für Kompott oder Marmelade war immer reichlich vorhanden. Marmelade wurde in jedem Haus selbst eingekocht. Dazu gab es reichlich Erdbeeren, Johannis-, Maul- und Stachelbeeren, Kirschen, Weichsel, Äpfel – hauptsächlich die Sorte Jonathan –, Zwetschgen, Pflaumen, Pfirsiche, Aprikosen, Quitten und Walnüsse.
Gemüse wurde je nach Jahreszeit geerntet und verwertet: Bohnen, Erbsen, Möhren, Sellerie, Zwiebeln, Knoblauch, Rettich, Kohl, Blumenkohl, Wirsing, rote Bete, Spinat, Tomaten, Paprika, Blaufrüchte (Auberginen), Mohn, Gurken, Melonen.
Die Blumengärten waren sehr gepflegt und beliebt, und eigene Blumen wurden bei Feierlichkeiten reichlich genutzt: Tulpen, Narzissen, Veilchen, Schneeball, Jasmin, Flieder, Rosen, Nelken, Hyazinthen, Dahlien, Pfingstrosen, Lilien, Chrysanthemen, Geranien, Stiefmütterchen, Ginster, Astern, Gladiolen, Oleander, Rosmarin (für den Kerweihstrauß) u. v. m.
Immer wieder kam es auch zu Naturkatastrophen wie Hagel, Überschwemmungen und Sturmschäden. Natürliche Schädlinge, wie zum Beispiel Maikäfer, Raupen, Mehltau und Coloradokäfer (Kartoffelkäfer) vernichteten einige Male die Ernten. Andauernder Regen und Feuchtigkeit führten zu Mehltau-Rost, während große Trockenheit den Drahtwurm im Mais hervorbrachte. Nach dem Zweiten Weltkrieg trafen die sozialistische Planwirtschaft und die Bodenreform von 1945 die Bauern in Eichenthal vernichtend. Durch die Enteignung und Kollektivierung der Landwirtschaft, durch die Abgabe der Landmaschinen (Mähdrescher, Sämaschinen, Traktoren u. ä.), der Großteil ihrer Pferde und Haustiere an die Landwirtschaftlichen Produktionsgenossenschaft, konnten sie ihre Felder nicht mehr bestellen. Die Verwendung von Kunstdünger auf den weitflächigen Feldern der Eichenthaler LPG brachte nur in den ersten 2–3 Jahren den erhofften Erfolg, doch danach führten diese Maßnahmen zur totalen Verschlechterung des Bodens und zum Ausfall der Ernten.

### Viehzucht
Die ersten Siedler brachten ihre eigenen Haustiere aus dem Herkunftsgebiet mit. Mit der Zeit jedoch begannen sie produktivere Tierrassen zu züchten: Schweine der Rasse Mangalitza und weiße Yorkshire und Rinder der Rasse Pinzgauer, Simmentaler und Steppenrinder. Aus rumänischen Nachbardörfern brachten sie Schafe und Ziegen, allerdings aber erst nach dem Zweiten Weltkrieg.
Fast jede Familie besaß mindestens eins bis mehrere robuste Pferde, hauptsächlich der Rassen Nonius oder Gidran, die sie als Zug- und Arbeitstiere einsetzten. Man züchtete freilaufende Hühner, Gänse, Enten und besaß auch Kaninchen.
Intensiv wurde die Taubenzucht betrieben, besonders wegen des schmackhaften Fleisches der Taube, genau so wie Bienenzucht und Imkerei für den guten Honig dank der waldreichen Umgebung von Eichenthal.

## Sozial-kulturelles Leben

### Schulen

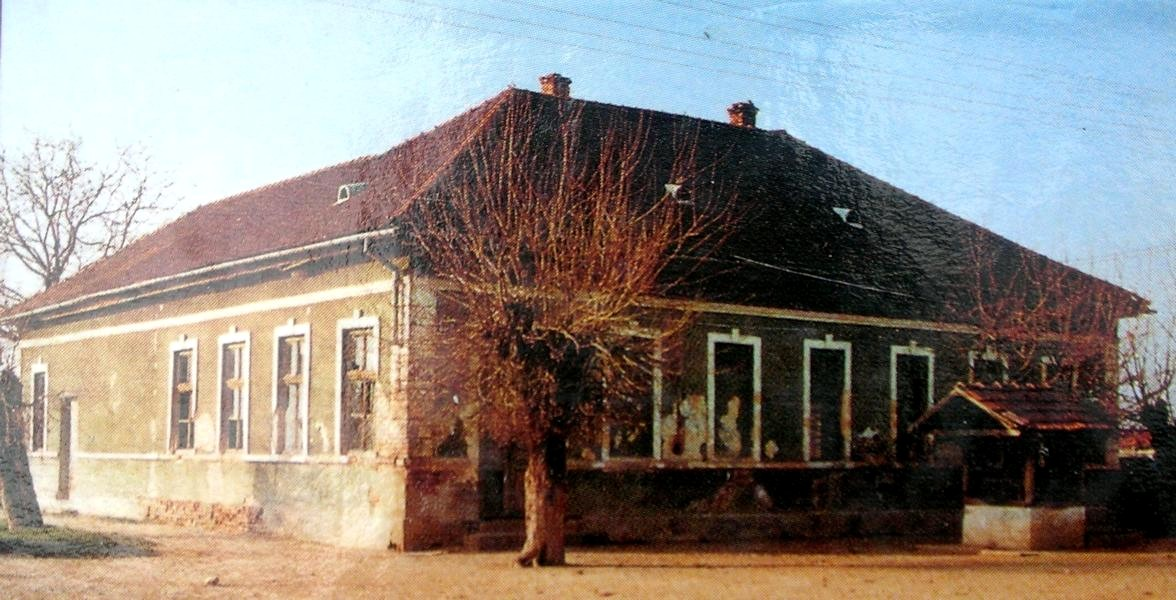
Deutsche Grundschule in Eichenthal
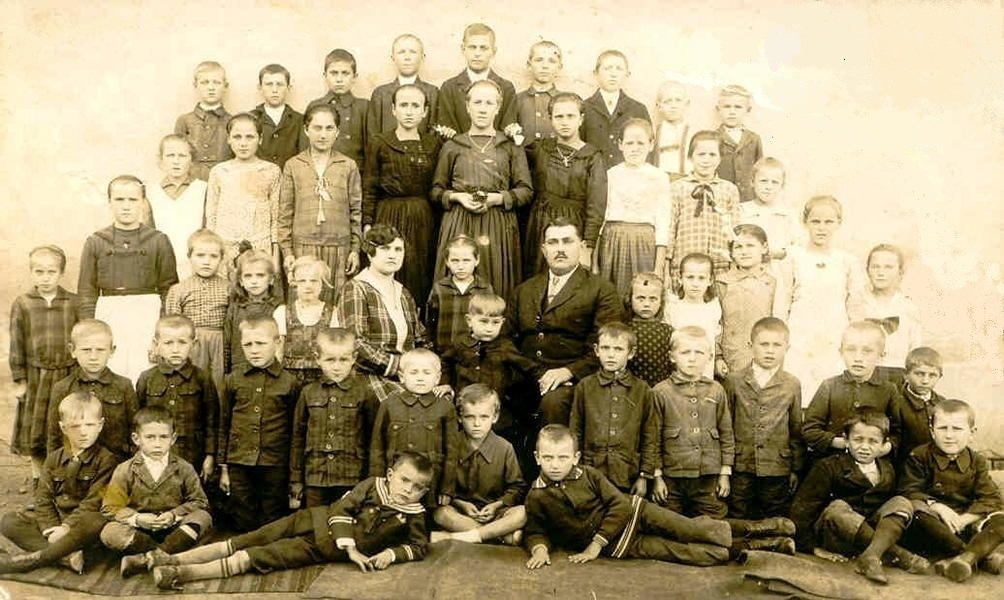
Schulklasse 1928–1929
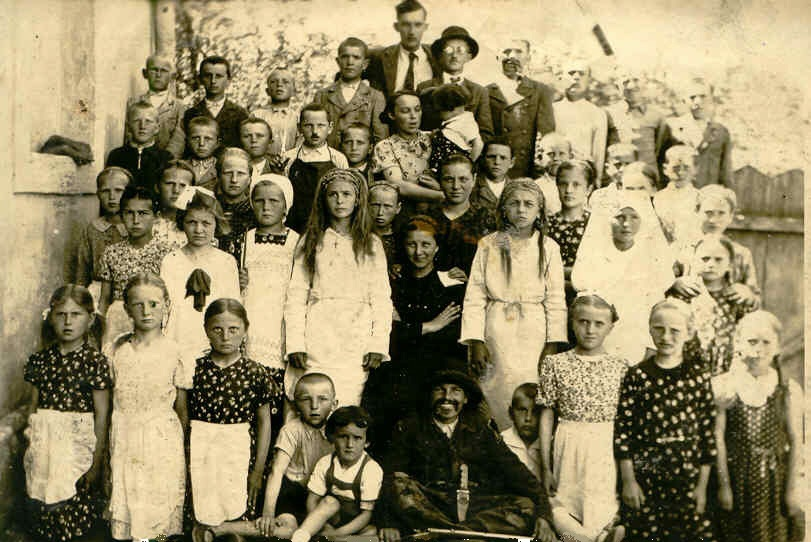
Schulklasse 1937–1938
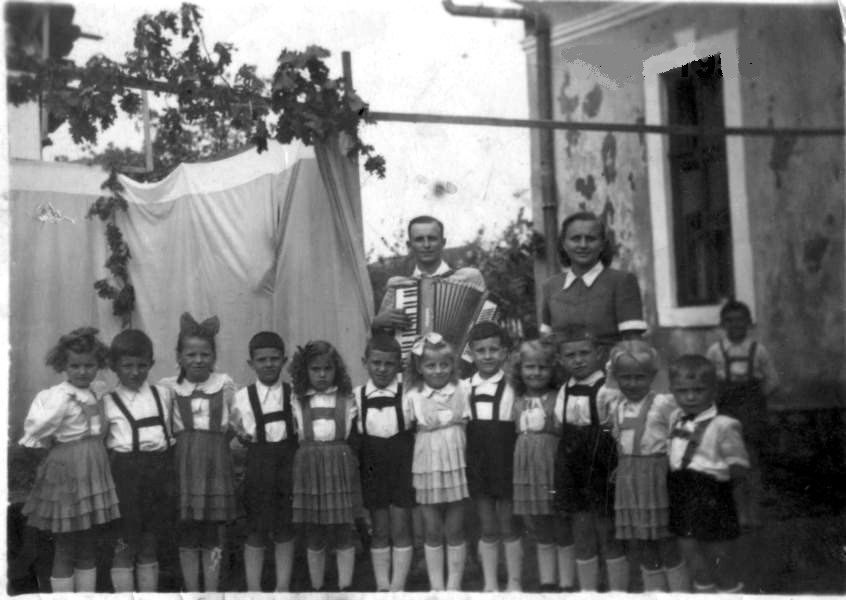
Schulklasse 1957–1958

Mit Beginn der Besiedlung des Dorfes im Jahr 1894 wurden die circa 30–40 Eichenthaler Schüler im Alter von sieben bis zwölf Jahren von einem einzigen unqualifizierten Lehrer in einem provisorischen „Klassenzimmer“ in Lesen, Schreiben und Rechnen in deutscher Sprache unterrichtet. Ab dem Jahr 1909 gab es in Eichenthal eine staatliche Volksschule mit einem Klassenzimmer und mit qualifizierten Lehrern. Als Folge der zunehmenden Magyarisierung wurden die mehr als 50 Schüler der Klassen 1 bis 7 in ungarischer Sprache unterrichtet.
Nach dem Ersten Weltkrieg, als das Banat infolge des Vertrags von Trianon an Rumänien fiel, wurde wieder Deutsch als Unterrichtssprache eingeführt.
In den Jahren 1963 bis 1968 ging die Zahl der Schüler sehr stark zurück, da viele Eichenthaler das Dorf verließen. 1968 wurde der deutsche Unterricht in Eichenthal ganz eingestellt, da es auf Grund der großen Abwanderung aus dem Dorf nur noch 15 Eichenthaler Grundschüler gab, die dann entweder ins deutsche Internat nach Ebendorf oder in die rumänische Schule nach Sacu gingen.
Ab 1972 ließen sich in den verlassenen deutschen Häusern ruthenische (ukrainische) kinderreiche Familien nieder, so dass zwei rumänische Lehrer die über 50 Schulkinder ab der 1. bis zur 8. Klasse auf Ukrainisch und Rumänisch unterrichten konnten.

### Kulturelles Leben

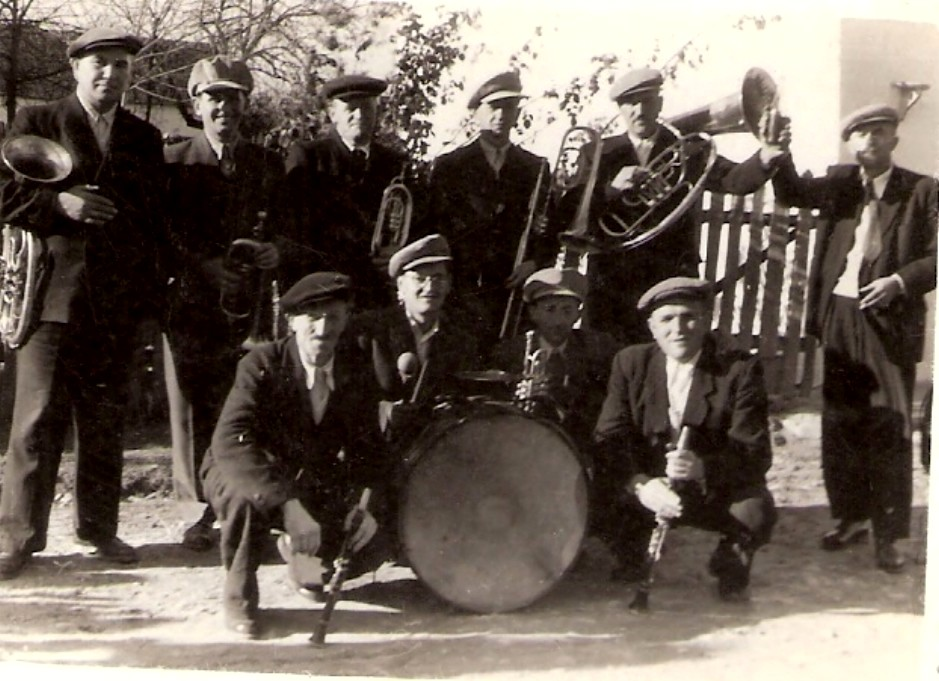
Eichenthaler Musikkapelle
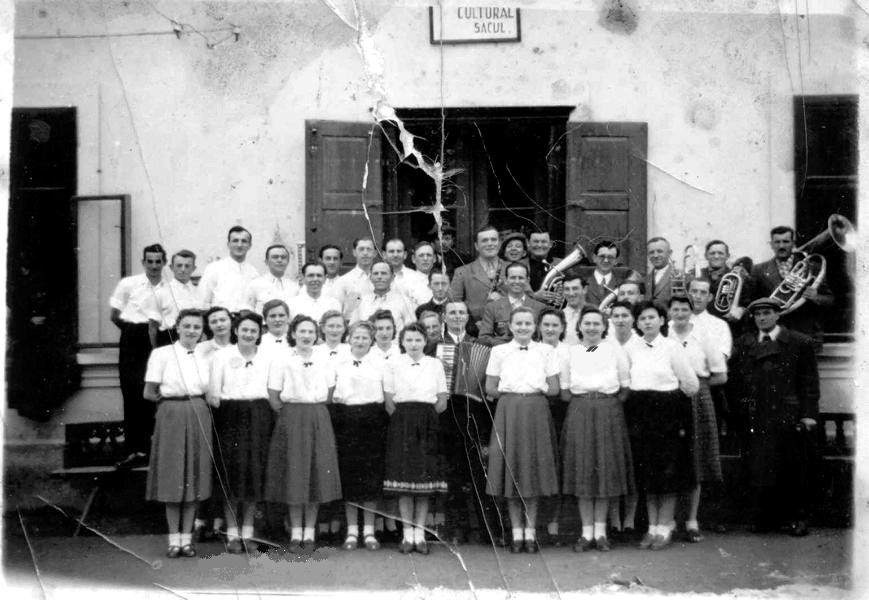
Eichenthaler Chor 1956
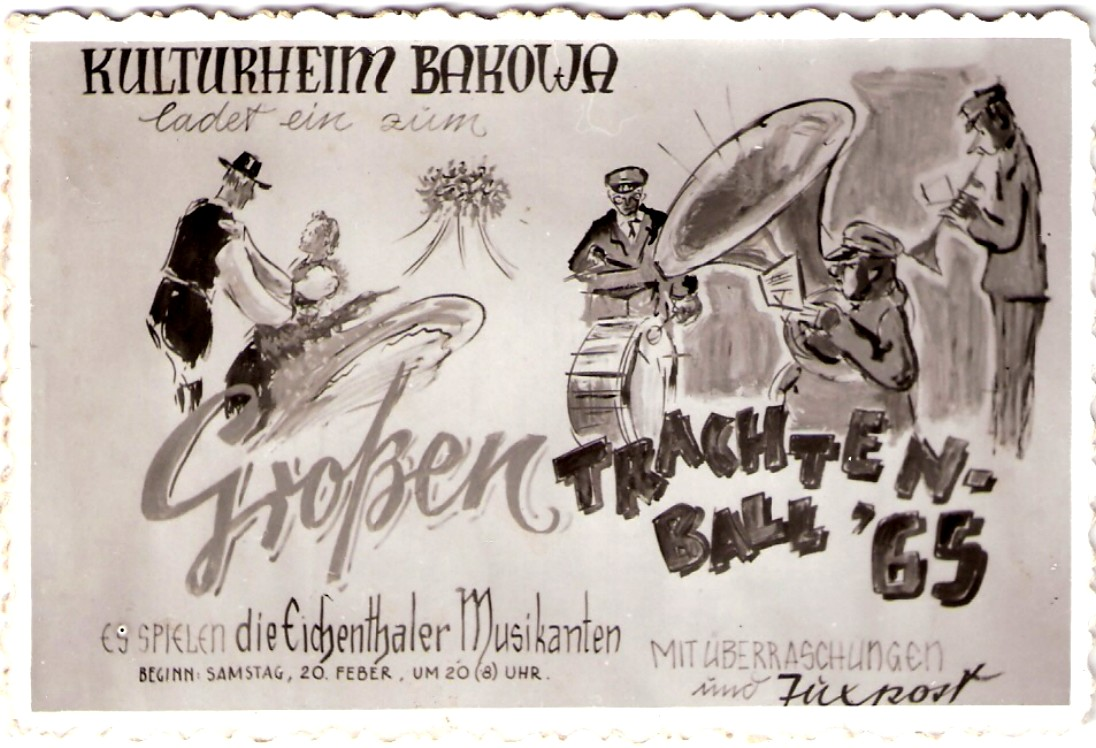
Eichenthaler Trachtenball in Darowa 1965

Seit der Besiedlung Eichenthals gab es im Dorf ein reges kulturelles Leben.
Im Jahr 1926 gründete Josef Altmann die erste Eichenthaler Blaskapelle bestehend aus Klarinette, Flügelhorn, Althorn, Bassflügelhorn, Bariton, Euphonium, Helikon.
In der Zeitspanne von 1937 bis 1942 wurde von Franz Grenzner ein Streichorchester aufgebaut. Anfangs waren es nur eine Bassgeige und etwa vierzehn Kinder, die Violine spielten.
Nach dem Zweiten Weltkrieg organisierte und leitete der Eichenthaler Kapellmeister, Komponist und Liederschreiber, Heinrich Schneider, eine kleinere Blaskapelle und textete und komponierte das „Eichenthaler Heimatlied“, „Schwowebu“, „Fern der Heimat“, „Schwabenmädl“ und viele andere Musikstücke. Seine Stammformation bestand aus Saxophon, Akkordeon, Trompete, Posaune, Schlagzeug, Klarinette und Helikon und sie war bis 1960 weit über die Dorfgrenzen hinaus, im ganzen Banat, ein sehr gefragtes Unterhaltungsorchester. Im Jahr 1970 löste sich die Kapelle auf, da die meisten Mitglieder aus Eichenthal abwanderten. Der Sohn von Heinrich Schneider, Helmuth Schneider, gründete 1969 in Timișoara ein Orchester.
Eichenthal hatte auch Volkstanzgruppen, die hauptsächlich von Lehrern betreut wurden. Diese Gruppen waren recht aktiv in den Jahren zwischen den beiden Weltkriegen und sehr erfolgreich in den Jahren 1955 bis 1963 unter der Leitung des Lehrerehepaars Orner.
Das Singen im Chor war in Eichenthal auch sehr beliebt. Nach dem Ersten Weltkrieg gründete der Lehrer Geza Mayer einen Männerchor, der vierstimmig an kirchlichen Feiern, Prozessionen und an Dorffeiern teilnahm.
Franz Grenzner gründete einen gemischten Chor, der nicht nur klassische, sondern auch beliebte und bekannte Volkslieder und böhmische Lieder vorführte.
Karl Orner stellte einen gemischten Chor auf die Beine. Begleitet von der Eichenthaler Musikkapelle war der Chor der Eichenthaler sehr erfolgreich und sang sogar auf der Opernbühne in Temeswar.
Das Theaterspielen war eine weitere beliebte Beschäftigung der Eichenthaler. Schon in den ersten Jahren ihrer Ansiedlung in Eichenthal wurden lustige kurze Laienstücke auf der Bühne des Dorfes aufgeführt. Theaterstücke, bestehend aus mehreren Akten, wurden während der Kriegsjahre einstudiert. Besonders zu den Winterfeiertagen wurden Theatervorstellungen gebracht. Und immer wieder waren es Dorflehrer, die sich für das Einstudieren dieser Laien- und Theaterstücke einsetzten. Aber auch Eichenthaler Landsleute, wie Johann Millich, Matthias Jerhoff oder Franz Rettinger brachten bereits in den 1930er Jahren bekannte Stücke mit Erfolg auf die Bühnen.
Käthe Millich belebte in den 1950er Jahren das Theaterleben wieder. Aber erst unter der Leitung von Karl Orner wurde das Theaterspielen für viele Eichenthaler eine äußerst erfolgreiche Beschäftigung. Sie präsentierten sich auf vielen Bühnen der Banater Gemeinden und Städten und nahmen an Endphasen von Wettbewerben in Temeswar mit Erfolg teil.
Im Jahr 1957 erhielten die Eichenthaler Laienkünstler in Bukarest für die Aufführung des Theaterstücks "Der große Kürbis" von Hans Kehrer, einstudiert unter der Regie vom Lehrer Karl Orner, den 1. Preis auf Landesebene.

### Feste und Bräuche

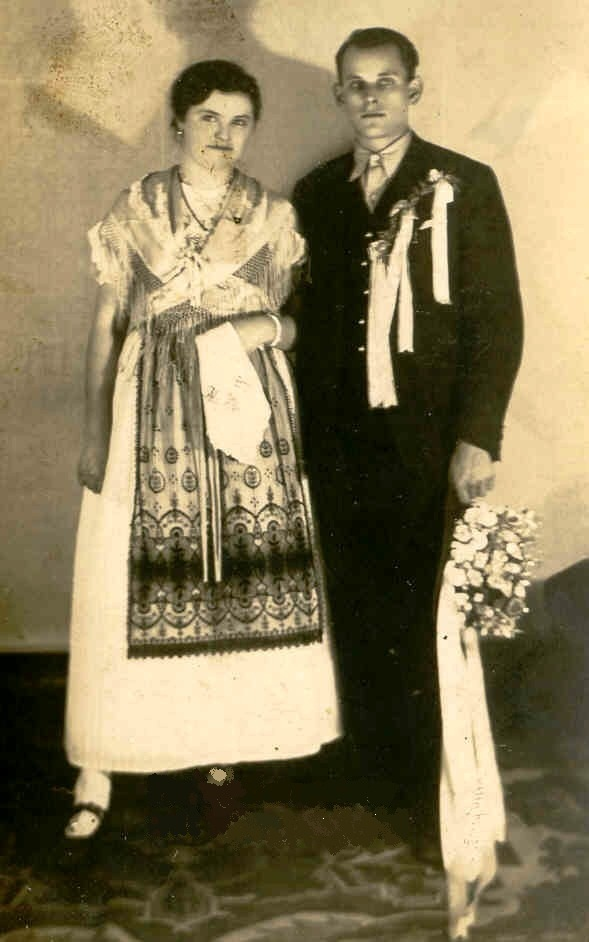
Eichenthaler Kerweihpaar um 1935
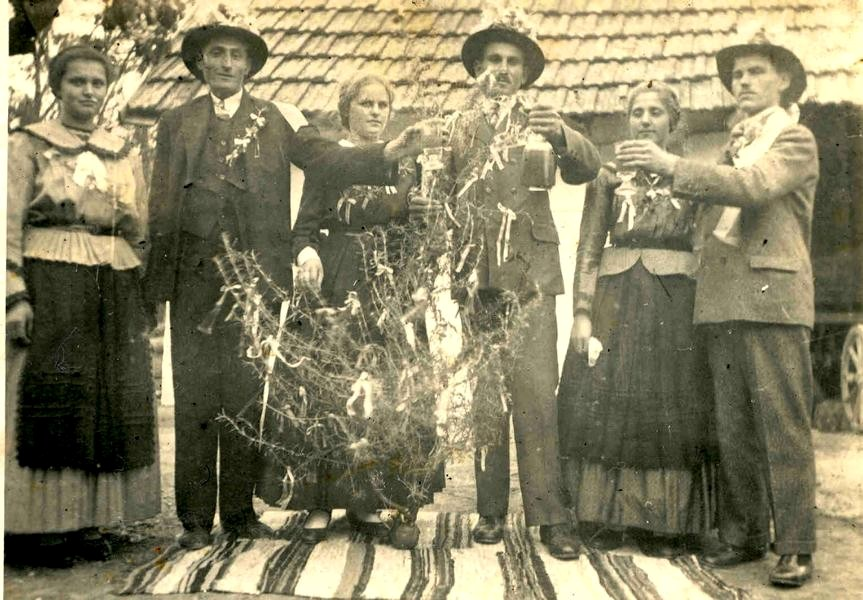
Eichenthaler Kerweihpaare um 1937
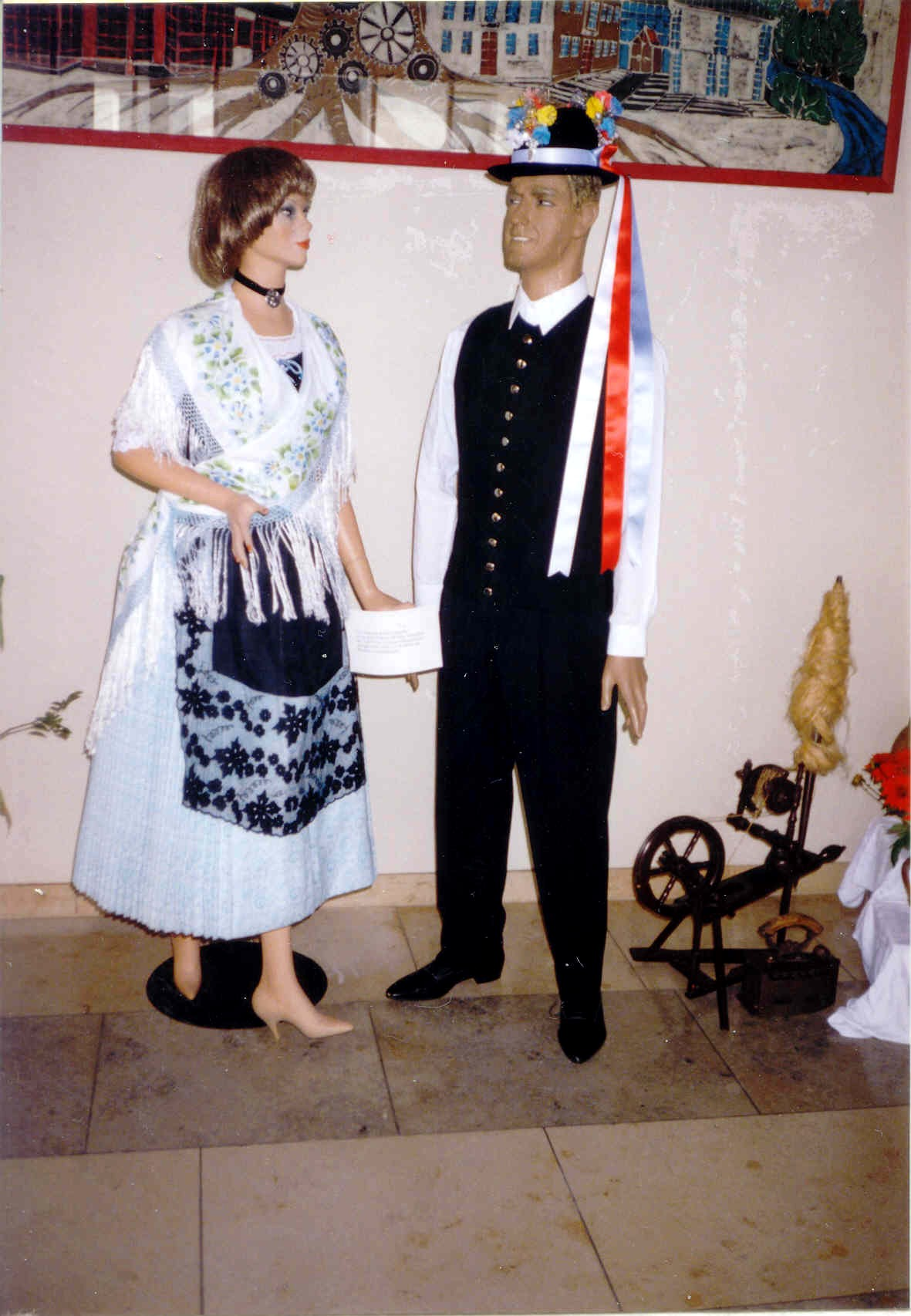
Eichenthaler Tracht
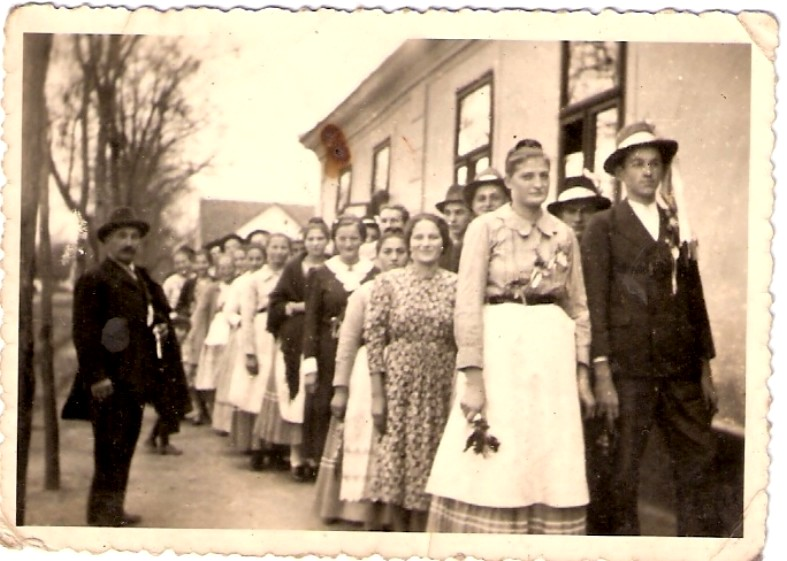
Kerweihpaare um 1940

Das Kirchweihfest war der wichtigste Feiertag in Eichenthal. Das Eichenthaler Kirchweihfest (mundartlich: „Kerweih“ oder „Kerwei“) fiel schon seit der Gründung des Banater Schwabendorfes im Jahr 1894 immer auf den Martinitag, den 11. November. Das Fest wurde Jahr für Jahr groß gefeiert. Die Feier dauerte immer drei Tage lang. Am Vortag des 11. November wurde der mehr als 17 Meter hohe Kerweihbaum von den Kerweihmädeln mit farbigen Bändern, mit Flasche und Kopftuch geschmückt und danach von den Kerweihbuben im Dorfzentrum aufgestellt.
Sogar der Schafsbock, der kurz vor Kerweih in einem rumänischen Nachbardorf gekauft worden war, wurde mit schönen Bändern geschmückt, damit er am Kerweihnachmittag dem Gewinner vom Kegelwettbewerb mit Kerweih-Blasmusik und lustiger Gefolgschaft heim gebracht werden konnte. Am Kerweihtag ging es am Vormittag zum Gottesdienst, allen voran die Eichenthaler Blasmusik, gefolgt von den in Tracht gekleideten Kerweihpaaren und den Dorfbewohnern. Am Nachmittag ging es zum Wirtshaus in den großen Tanzsaal, wo die Feier bei Musik und Tanz stattfand. Gegenüber vom Wirtshaus stand ein großes „Ringelspiel“ (Karussell) für Kinder und allerlei Stände mit Süßigkeiten und Spielsachen
Zum Abschluss des Festes wurde der Kerweihstrauß versteigert (mundartlich: „verletzetiert“) und das Tuch und die Flasche vom Baum gewonnen.
Außerdem gab es folgende Feiertage, die die Eichenthaler regelmäßig feierten:

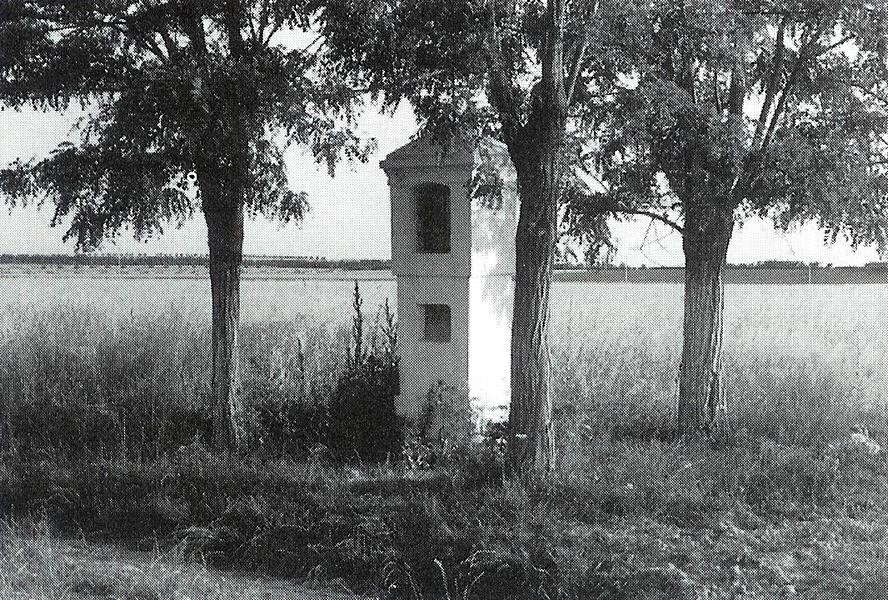
Das Weiße Kreuz vor Eichenthal – eine Pilgerstätte

- Die Erstkommunion für Kinder zwischen 9 und 10 Jahren war am Weißen Sonntag in Ebendorf
- Jedes fünfte Jahr wurden die Kinder in Ebendorf gefirmt
- Immer am 15. August, zu Maria Himmelfahrt, pilgerten viele Eichenthaler zum Wallfahrtsort Maria-Radna und die Zuhausgebliebenen zum „Weißen Kreuz“ am Rande des Dorfes
- Zu Fronleichnam, im Juni, gab's eine große Prozession zu Kapellenstationen, wobei die Kinder Rosenblätter streuten
- Namenstage wurden recht groß in arbeitsarmen und kalten Monaten (November bis März) gefeiert
- Nikolaus- und Weihnachtsfest wurde in der Familie gefeiert, am 2. Weihnachtstag gab es Tanz und Unterhaltung im großen Wirtshaus
- Zu Dreikönig gab es Krapfen und der Pfarrer ging von Haus zu Haus und segnete jedes Haus.
- Ab Gründonnerstag, an Karfreitag und Karsamstag zogen Buben mit Ratschen und guten Sprüchen von Haus zu Haus
- Zu Ostern fand abends immer eine Auferstehungsfeier statt
- An Ostermontag wurden die Mädel von den Buben mit Parfüm auf den Haaren bespritzt und erhielten zum Dank gefärbte Ostereier, Schnaps, Wein oder selbstgebackenen Kuchen
- Das Kirchweihfest fiel auf den ersten Sonntag nach dem Martinitag (11. November) und wurde üppig gefeiert